# Historia znaczków pocztowych na ziemiach polskich
Historia znaczków pocztowych na ziemiach polskich – jest ściśle związana z dziejami państwa i narodu polskiego.

## Geneza
Łączność pocztową na ziemiach polskich wprowadził już w 1003 król Bolesław Chrobry. Poczta w znaczeniu nowożytnym, będąca częścią europejskiej sieci pocztowej, powstała za czasów króla Zygmunta Augusta. Król Władysław IV Waza uczynił z poczty instytucję powszechną, dostępną dla ogółu społeczeństwa, a za czasów króla Stanisława Augusta Poniatowskiego unowocześniona poczta zaczęła powszechnie stosować stemple nadawcze.
W wyniku rozbiorów administrację pocztową na ziemiach Polski przejęły państwa zaborcze; poczty tych państw wprowadziły na tych ziemiach znaczki pocztowe po wynalezieniu w XIX wieku tej formy uiszczania opłaty. Pierwszy polski znaczek pocztowy został wprowadzony w Królestwie Polskim w 1860 i był w obiegu do upadku powstania styczniowego.
W pierwszych miesiącach po odzyskaniu przez Polskę niepodległości w 1918 do opłacania przesyłek stosowano znaczki pozostałe po państwach zaborczych, rzemieślniczo oznaczone polskimi napisami i symbolami. Już w styczniu 1919 na poszczególnych obszarach byłych zaborów regionalne dyrekcje pocztowe zaczęły wprowadzać do sprzedaży pierwsze urzędowe, prowizoryczne wydania polskich znaczków. Wykonane w niewielkich nakładach, z błędami, stały się szybko obiektem zainteresowania polskich i zagranicznych filatelistów, a także przedmiotem wielu fałszerstw. W niepodległej Polsce okresu międzywojennego wydano ponad 250 wzorów znaczków pocztowych, przedstawiających głównie polskie symbole narodowe i przywódców państwa oraz upamiętniające odzyskanie niepodległości.
Po wybuchu II wojny światowej na terenach utworzonego przez Niemców Generalnego Gubernatorstwa wydawane były specjalne znaczki, w przeważającej większości z wizerunkiem Adolfa Hitlera. Na znaczkach tych, w okresie okupacji organizacje państwa podziemnego, a w miarę wyzwalania ziem polskich również polscy pocztowcy nanosili polskie napisy i godło. Po II wojnie światowej pierwsze obiegowe wydanie znaczków pocztowych zostało wyprodukowane w Związku Radzieckim. W okresie stalinizmu znaczki pełniły funkcje propagandowe, gloryfikując nowe państwo, komunistycznych przywódców i osiągnięcia socjalizmu. Od powstania PRL znaczki pocztowe były towarem produkowanym masowo, co zaprzepaściło szansę na osiągnięcie przez nie wartości na krajowym i międzynarodowym rynku filatelistycznym.
Dopiero w III Rzeczypospolitej znaczek pocztowy zaczęto ponownie postrzegać również przez pryzmat filatelistyki. Mimo ciągłego wzrostu liczby wysyłanych w Polsce listów, w polityce emisyjnej znaczków pocztowych nastąpiło wyraźne rozróżnienie na znaczki obiegowe i znaczki okolicznościowe, godne zainteresowania filatelistycznego.

## Polska do roku 1795
W Polsce od 1003 do 1620 roku poczta związana była z dworem królewskim. Do XVI wieku korespondencja polskich władców dostarczana była przez posłańców, korzystających z podwód. Oprócz posłańców królewskich, w Polsce istniały też inne poczty, utrzymywane przez klasztory, sądy, uniwersytety i miasta. Nadto korespondencja przesyłana była przy okazji podróży kupców lub szlachty. Bogaci kupcy utrzymywali własne instytucje posłańcze, kierowane przez faktorów. Z faktorii krakowskiej, stworzonej przez rodzinę kupiecką Fuggerów, listy do Wiednia i Rzymu wysyłali również polscy władcy i magnateria.
Pocztę w dzisiejszym znaczeniu tego słowa, jako instytucję publiczną, utworzył w Polsce 18 października 1558 król Zygmunt II August, ustanawiając pierwsze stałe połączenie pocztowe między Krakowem i Wenecją. Korespondencja przewożona była przez posłańców (kursorów) przy pomocy koni rozstawnych. W 1564 wydana została pierwsza polska ordynacja pocztowa – Uniwersał na podwody warszawskie – w której określono też pierwszą taryfę pocztową. Za panowania króla Stefana Batorego poczta królewska uruchomiła połączenie do Wilna oraz wprowadziła jednolitą opłatę za przesyłkę o wadze 1 łuta, wynoszącą 4 grosze.
W 1620 roku sejm uchwalił konstytucję, na mocy której zaczęto tworzyć poczty partykularne, które uzupełniały działalność poczty królewskiej. Pierwszy przywilej na utworzenie takiej poczty został nadany Robertowi Bandinelliemu. Mieszczanin ten przewoził pocztę do krajów europejskich, a także utrzymywał stałe połączenie ze Lwowa do Warszawy, Torunia i Gdańska. Opłata za przewożenie korespondencji była stała i wynosiła: 1⅓ grosza ze Lwowa do Zamościa, 2 grosze ze Lwowa do Lublina i 3 grosze ze Lwowa do Warszawy. W 1647 roku król Władysław IV Waza wydał ordynację pocztową, która zniosła podwody, wprowadzając w ich miejsce podatek pocztowy (tzw. kwadruplę). Poczta stała się powszechną instytucją państwową, utrzymywaną z dochodów płynących ze specjalnego podatku i przeznaczoną dla ogółu społeczeństwa. Pod koniec XVII w., za panowania króla Jana III Sobieskiego, poczta królewska utrzymywała stacje i trakty pocztowe z Warszawy do Poznania, Gdańska, Wilna i Drezna oraz z Krakowa do Lwowa.
W 1764 roku król Stanisław August Poniatowski wydał Uniwersał w sprawie poczty, na podstawie którego instytucja poczty w Polsce została istotnie unowocześniona. Zarządzanie pocztą objęła powołana do tego „Dyrekcja Generalna Poczt J.K. M. Koronnych i Litewskich”. Przewozem korespondencji zajmowali się posłańcy piesi i konni, zwani kursorami lub pocztylionami. Listy przewożone były pocztą zwykłą (tzw. ordynaryjną) oraz tzw. sztafetami, czyli posłańcami umyślnymi. Zgodnie z wydaną w tym czasie Zupełną taksą pocztową na listy, tak do cudzych krajów w Koronie, jak i W. Ks. Litewskiego wprowadzono zasadę równości opłat dla wszystkich korzystających z poczty. Zwolniona od opłat była jedynie korespondencja wojskowa i skarbowa, korespondencja Rady Nieustającej oraz niektórych zakonów.
Od wydania w 1764 Instrukcji dla Ichmościów panów pocztmagistrów zaczęto w Polsce stosować urzędowe pieczęcie pocztowe, odbijane w laku, oraz tuszowe stemple nadawcze. Pieczęci używano do uwierzytelniania dokumentów pocztowych oraz zabezpieczania listów uszkodzonych w trakcie przewozu. Stempli używano do oznaczenia miejsca nadania przesyłki. Z tego okresu znane są pieczęcie m.in. z Grodna, Kowna, Krakowa, Lublina, Lwowa i Warszawy oraz stemple m.in. z Białegostoku, Bielska Podlaskiego, Grodna, Kalisza, Krakowa, Krasnegostawu, Krzemieńca, Lublina, Lwowa, Mińska, Piotrkowa Trybunalskiego, Poznania, Radomia, Warszawy, Wilna i Zamościa. W 1775 wprowadzono dodatkowo stemple zwalniające przesyłki wojskowe z opłat pocztowych, oznaczone uniwersałami Wielkich Hetmanów Koronnego i Litewskiego. W 1794 wprowadzono również pieczęcie cenzury listowej.

## Polska pod zaborami1795–1914

### Obce poczty na ziemiach polskich w latach 1795–1914
Po III rozbiorze ziemie polskie zostały objęte organizacją poczt państw zaborczych: pruskiej, rosyjskiej i austriackiej. Dążenie do zapewnienia ciągłości usług pocztowych sprawiło, że w pierwszym okresie zaborów nadal używano polskiego wyposażenia pocztowego. Dopiero po 1815 na obszarach poszczególnych zaborów stosowano już wyłącznie akcesoria obowiązujące w danym państwie. Po wprowadzeniu w połowie XIX w. pocztowych znaczków opłaty wchodziły one do obiegu również na byłym obszarze Polski i były kasowane stemplami lokalnymi. W latach 1868–1871 znaczki i całostki poczty pruskiej zostały zastąpione znaczkami Związku Północnoniemieckiego, a od roku 1872 II Rzeszy Niemieckiej. W rejonie Bogatyni w latach 1850–1867 używano też znaczków Królestwa Saksonii.

### Księstwo Warszawskie1807–1815
Po powstaniu Księstwa Warszawskiego w 1807 zorganizowanie poczty powierzono Ignacemu Zajączkowi, mianowanemu Administratorem Generalnym Poczty. Funkcjonowanie poczty zostało oparte na Regulaminie pocztowym dla Xięstwa Warszawskiego, wydanym przez księcia Fryderyka Augusta w 1808. Między Warszawą a Poznaniem uruchomiono stałą pocztę dyliżansową. Na terenie Księstwa działało ponad 250 placówek pocztowych (pocztamtów i ekspedycji), a na ponad 116 traktach kursowały poczty wozowe, kariolkowe i konne.
Regulamin pocztowy Księstwa Warszawskiego nie przewidywał stosowania nadawczych stempli pocztowych. Każda placówka pocztowa była jednak uprawniona do posiadania pieczęci urzędowej, służącej głównie do zabezpieczania worków pocztowych, dokumentów i przesyłek. Pieczęcie odciskane były przeważnie w laku i posiadały herb Księstwa, herb polski – stanisławski lub inne motywy. Znane są obecnie pieczęcie z urzędów m.in. w Częstochowie, Kaliszu, Koniecpolu, Piotrkowie Trybunalskim, Warszawie i Żarkach. Z okresu Księstwa znane są także stemple o charakterze opłaty, odciskane tuszem na przesyłkach w pogranicznych urzędach pocztowych. Stemple te wskazywały miejscowość urzędu oraz wysokość opłaty pocztowej: zagranicznej (P:Z:G:Sr – Porto, Zagraniczne, Groszy, Srebrem) oraz krajowej (P:K:Zł:Gr – Porto, Krajowe, Złotych, Groszy). W Księstwie Warszawskim opłaty pocztowe obowiązywały adresata. Od opłat zwolniona była korespondencja urzędowa i wojskowa. Opłaty pocztowe były uzależnione od odległości, na którą dostarczana była przesyłka.
Po upadku Księstwa Warszawskiego, funkcje pocztowe na jego ziemiach przejęła poczta pruska.

### Królestwo Polskie 1815–1867

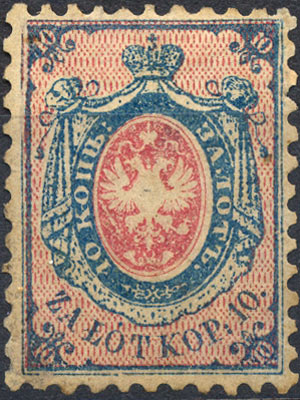
Pierwszy polski znaczek pocztowy

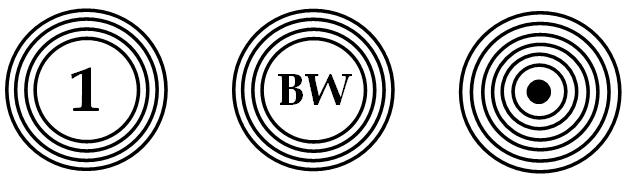
Od lewej: kasownik numerowy; kasownik ekspedycji pocztowej na dworcu kolejowym w Warszawie; kasownik ambulansu pocztowego na linii Warszawa – Wiedeń

26 czerwca 1815 w Królestwie Polskim utworzono Dyrekcję Generalną Poczt z siedzibą w Warszawie. Wszystkie placówki pocztowe w kraju podzielono na pocztamty, urzędy pocztowe, ekspedycje i stacje przeprzęgowe (poczthalterie). Transport przesyłek odbywał się za pomocą poczt pieszych, konnych, wózkowych, sztafet i ekstrapoczt.
W placówkach pocztowych Królestwa używano pieczęci pocztowych, zarówno lakowych, jak i tuszowych. Rysunek pieczęci stosowanych w pocztamtach i urzędach pocztowych obejmował nazwę placówki, herb Królestwa oraz trąbkę pocztową. W ekspedycjach i poczthalteriach zamiast herbu na pieczęciach umieszczony był rysunek korony.
W 1817 „Instruktarzem dla Officyalistów Pocztowych w Królestwie Polskim” wprowadzono na tym terenie tuszowe stemple nadawcze: dwuwierszowe, odbijane w czerwonym tuszu, dla pocztamtów i jednowierszowe (bez daty), odbijane w czarnym tuszu, dla pozostałych placówek. Oprócz nich stosowane były również stemple koliste jednoobrączkowe i dwuobrączkowe z nazwą miejscowości i datą (lub miejscem na wpisanie daty), a także stemple owalne i wielokątne.
1 stycznia 1858 poczta rosyjska wprowadziła do obiegu pierwsze znaczki opłaty o wartości 10, 20 i 30 kopiejek, które były również używane na terenach Królestwa Polskiego. Do kasowania znaczków wprowadzono w marcu tego samego roku stemple numerowe, składające się z czterech kół koncentrycznych i numeru placówki pocztowej w środku.
Ponadto na terenie Królestwa Polskiego stosowano:
- stemple dworcowe i dyliżansowe – w urzędach pocztowych na dworcach w Warszawie oraz w wagonach pocztowych,
- godzinniki – wskazujące godzinę nadejścia listu,
- stemple z napisem RECOMMANDIRT – do oznaczania listów poleconych,
- stemple z napisem PORTO – do oznaczania konieczności uiszczenia opłaty przez adresata,
- stemple z napisem FRANCO, do oznaczania listów w pełni opłaconych przez nadawcę,
- stemple opłaty zagranicznej, do uiszczenia przez adresata,
- stemple korespondencji urzędowej (napisy: Interes Rządowy, Służba pocztowa etc.).

Do roku 1844 napisy na pieczęciach i stemplach umieszczane były w języku polskim, w latach 1844–1851 napisy były dwujęzyczne (polsko-rosyjskie), a po roku 1851 wyłącznie w języku rosyjskim. Obecnie znane są stemple i pieczęcie z większości placówek pocztowych Królestwa.
Z dniem 1 stycznia 1860 autonomiczne władze Królestwa wprowadziły do obiegu znaczek opłaty o wartości 10 kopiejek, który jest uważany za pierwszy polski znaczek pocztowy. Projekt znaczka, wzorujący się na obiegowych znaczkach rosyjskich, przygotował rytownik Banku Polskiego H. Majer, a wydrukowała je, w nakładzie 3 milionów sztuk, Fabryka Stempla w Warszawie. Rysunek znaczka przedstawiał godło Imperium Rosyjskiego z tarczą z godłem Królestwa oraz napis „ZA ŁÓT KOP. 10” (za łut kopiejek 10). Znaczek ten przeznaczony był do obiegu wewnętrznego na terenie Królestwa oraz do korespondencji z Rosją. Listy zagraniczne opłacano nadal gotówką.
Po upadku powstania styczniowego Dyrekcję Generalną Poczt Królestwa Polskiego podporządkowano całkowicie Głównemu Zarządowi Pocztowemu Cesarstwa Rosyjskiego, jako Okręg Pocztowy Zachodni. Pierwszy polski znaczek pocztowy został wycofany z obiegu z dniem 1 kwietnia 1865, kiedy to ponownie zastąpiły go znaczki rosyjskie. Cały pozostały nakład tego znaczka (w liczbie 208 515 szt.) został zniszczony. W okresach 1 stycznia – 1 kwietnia 1860 oraz 1 lutego – 1 kwietnia 1865 na przesyłkach występowały frankatury mieszane, z polskim i rosyjskimi znaczkami opłaty.
Znanymi obecnie stemplami, które służyły do kasowania pierwszego polskiego znaczka, były:
- stemple numerowe,
- dodatkowe stemple numerowe używane w urzędzie pocztowym w Warszawie, składające się z 4 lub 6 kwadratów z cyfrą 1 pośrodku,
- kasownik ekspedycji pocztowej na warszawskim dworcu kolei Warszawsko-Wiedeńskiej, okrągły, składający się z 4 okręgów z literami BW pośrodku,
- kasownik ekspedycji pocztowej na dworcu kolejowym Praga, okrągły, składający się z 4 okręgów z literami DP pośrodku,
- kasownik ambulansu pocztowego na linii kolejowej Warszawa – Wiedeń, okrągły, składający się z 6 okręgów, z kropką pośrodku,
- stempel ambulansu pocztowego na odcinku Warszawa – Łowicz, Warszawa – Kutno lub Warszawa – Bydgoszcz, okrągły, składający się z 4 okręgów z literami D.B. (skrót od Droga Bydgoska) pośrodku.

Ponadto na listach umieszczano:
- stemple nadawcze,
- stemple kolejowe dworcowe, okrągłe, z napisem Ekspedycya poczt, Dworzec Warszawa lub Dworzec Praga oraz liczbą dnia i liczbą miesiąca w ułamku,
- godzinniki,
- stemple ambulansowe.

Wartość filatelistyczna i materialna pierwszego polskiego znaczka, a także znaczków rosyjskich kasowanych stemplami polskimi, jest wysoka. Cenę znaczka kasowanego podwyższa użycie rzadszego stempla, a także inny niż czarny kolor tuszu. List opłacony jedyną znaną parą pierwszego polskiego znaczka, z marginesem i pustopolem osiągnął najwyższą w historii cenę aukcyjną polskiego waloru filatelistycznego. Znaczek ten był przedmiotem masowych fałszowań na szkodę filatelistów w 1935 i 1982 roku.

### Wolne Miasto Kraków1815–1846
Dodatkowy traktat z 1815 między Austrią, Prusami i Rosją gwarantował posiadane przez Wolne Miasto Kraków własnej poczty. Jej organizacja była oparta na przepisach i akcesoriach pozostałych po Księstwie Warszawskim. Poczta ta stosowała pieczęć z napisem „POCZTAMT GŁÓWNY WOL. MIASTA KRAKOWA” z herbem i trąbką pocztową. Nadto na terenie miasta działały poczty Prus i Austrii oraz Główny Zagraniczny Urząd Pocztowy Królestwa Polskiego.

### Poczty prywatne 1867–1900
Na terenie Prus i zaboru pruskiego w drugiej połowie XIX w. powstało wiele koncesjonowanych poczt prywatnych, które były uprawnione do lokalnej obsługi korespondencji. Na ziemiach polskich funkcjonowały następujące poczty prywatne:
- Hansa (Bydgoszcz),
- ZBS-Zeitungs-Bücher-Spedition (Wrocław, Opole, Bytom, Nysa, Królewska Huta i Gliwice),
- Flora (częściowo przejęła działalność ZBS),
- Hansa Danziger-Privat-Stadtpost (Gdańsk),
- Danziger Stadt-Brief-Spedition Hansa II (Gdańsk),
- Courier-Merkur (Gdańsk),
- Packetfahrt Roto Radlor (Inowrocław),
- Express Stadtbriefbeförderung (Legnica),
- Privatstadtbrief-Beförderung (Poznań),
- Deutscher Herold (Słubice),
- Stadtbrief-Beförderung (Szczecin),
- Dienstmanns Institut (Wrocław),
- Neue Breslauer Express-Packet-Beförderung (Wrocław),
- Breslauer Transport-Bureau V. Sobiepański (Wrocław),
- Privatstadtbrief-Beförderung (Wrocław),
- Courier (Wrocław),
- Zeitung-Drucksachen-Beförderung (Wrocław),
- Breslauer-Packetfahrt-Gesellschaft (Wrocław),
- Courier (Zgorzelec).

Poczty te emitowały własne znaczki pocztowe oraz całostki. Ich działalność zawieszono ustawowo z dniem 1 marca 1900, a ich funkcje przejęła poczta Rzeszy Niemieckiej.

## I wojna światowa1914–1918

### Poczty okupacyjne 1914–1918

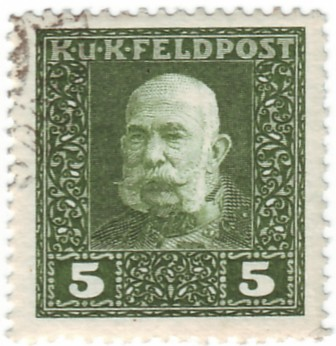
K.u.k. Feldpost

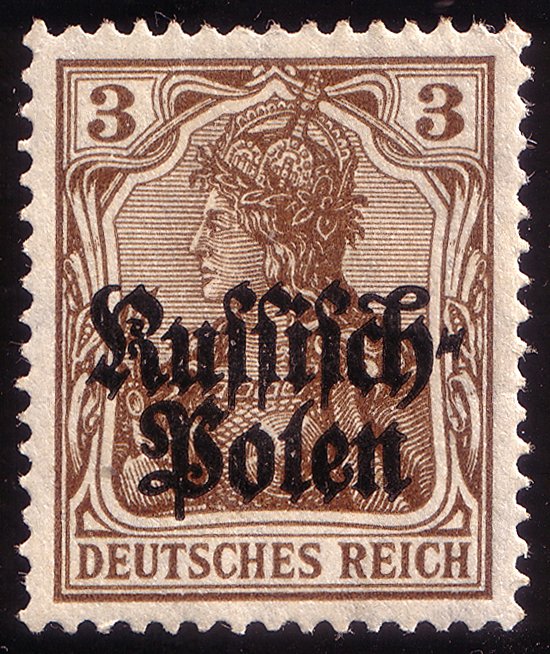
Russisch Polen

W roku 1915 wojska niemieckie i austro-węgierskie zajęły tereny byłego Królestwa Polskiego, a sieć pocztowa Okręgu Pocztowego Zachodniego podporządkowana została niemieckim i austriackim władzom okupacyjnym.
Obsługę pocztową terenów okupowanych przez Austro-Węgry zapewniała Cesarska i Królewska Poczta Polowa (K.u.k. Feldpost). Na okupowane tereny Królestwa nie zostały wydane specjalne znaczki pocztowe, lecz udostępnione znaczki austriackie lub wydania dla Bośni i Hercegowiny. Sporadycznie używane były na tych terenach również znaczki węgierskie. Rosyjskie stemple pocztowe zostały zastąpione austriackimi, z napisem K.u.k. ETAPPENPOSTAMT i nazwą miejscowości. Na terenie enklawy Jasnej Góry (znajdującej się pod okupacją austro-węgierską, ale położonej na terenach okupacji niemieckiej) stosowano stempel z napisem K.u.k. Kommando der Enklave Jasna Góra. Austriackie etapowe urzędy pocztowe nie doręczały korespondencji adresatom, lecz urzędom samorządowym, które musiały organizować własne służby doręczeniowe.
Na terenach okupacji niemieckiej obsługę pocztową zapewniał utworzony w Poznaniu Cesarski Niemiecki Pocztowo-Telegraficzny Zarząd w Rosyjskiej Polsce (Kaiserlich Deutsche Post- und Telegraphenverwaltung in Russisch-Polen). Na tereny administrowane przez tę instytucję przeznaczone zostało specjalne wydanie niemieckich znaczków pocztowych z nadrukiem Russisch Polen. We wrześniu 1915, po utworzeniu Generalnego Gubernatorstwa Warszawskiego (General-Gouvernement Warschau), zarząd pocztowy przeniesiono do Warszawy i przemianowano na Niemiecki Zarząd Pocztowo-Telegraficzny w Generalnym Gubernatorstwie Warszawskim (Deutsche Post- und Telegraphenverwaltung in General-Gouvernement Warschau). W związku z tą zmianą, w sierpniu 1916 wprowadzono do obiegu znaczki niemieckie ze zmodyfikowanym nadrukiem Gen.-Gouv. Warschau. Podobnie jak w przypadku zaboru austriackiego, niemiecka poczta okupacyjna nie zajmowała się doręczaniem przesyłek, nakładając ten obowiązek na gminy.
Część okupowanych przez wojska niemieckie ziem polskich, która nie weszła w skład Generalnego Gubernatorstwa Warszawskiego, weszła w skład Obszaru Etapów Głównodowodzącego na Wschodzie (Etappengebiet des Oberbefehlshabers Ost). Na tych terenach używane były znaczki niemieckie z nadrukiem Postgebiet Ob. Ost.

### Poczty miejskie (samorządowe) 1915–1918

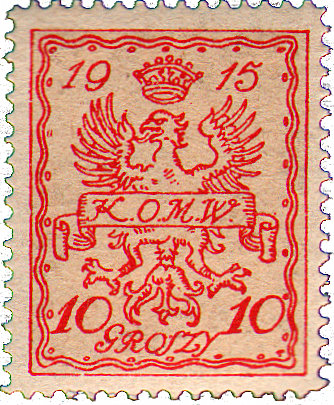
Warszawa

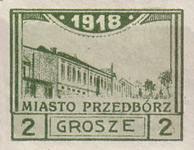
Przedbórz

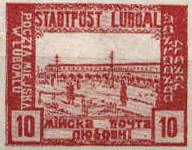
Luboml

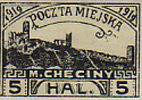
Chęciny

Ponieważ poczta okupantów nastawiona była głównie na potrzeby własnej administracji, a nadto nie zajmowała się doręczaniem przesyłek osobom cywilnym, pod presją społeczną władze wyraziły zgodę na tworzenie przez samorządy poczt o zasięgu lokalnym.
23 września 1915 Komitet Obywatelski Miasta Stołecznego Warszawy jako pierwszy zorganizował tego rodzaju pocztę. Poczta Miejska w Warszawie uzyskała od niemieckich władz okupacyjnych zezwolenie na doręczanie przesyłek nadchodzących do miasta oraz listów miejscowych. W pierwszym okresie listy miejscowe (zwykłe) musiały być opłacane niemieckimi znaczkami pocztowymi (Russisch Polen lub Gen. Gouv. Warschau) i nadawane w niemieckim urzędzie pocztowym, skąd dostarczane były do urzędu Poczty Miejskiej celem doręczenia. Przesyłki polecone i przekazy pieniężne były awizowane przez Pocztę Miejską, opłacaną przez odbiorcę, ale ich odbiór następował w niemieckim urzędzie pocztowym.
Pierwsze wydanie znaczków na potrzeby poczty miejskiej nastąpiło już 20 września 1915. Mimo że było to wydanie próbne, niskiej jakości, na kilka dni zostało ono wprowadzone do sprzedaży. Wydanie definitywne, o zmienionej wobec próby kolorystyce, weszło do obiegu 23 września. Wydanie to obejmowało dwa wzory znaczków, zaprojektowane przez Edwarda Trojanowskiego, o nominale 5 i 10 groszy.
Według obowiązującej taryfy pocztowej cena dostarczenia listu i kartki pocztowej wynosiła 5 groszy, a druku 2 grosze. Z uwagi na brak znaczka o nominale 2 groszy, do frankowania tego rodzaju przesyłek używano znaczków pięciogroszowych, przeciętych na pół. Problem sprawiała również opłata 5-groszowa, ponieważ równowartość tej kwoty w obowiązującej wówczas walucie wynosiła 2½ kopiejki. Moneta o nominale ½ kopiejki była jednak trudno dostępna. Z tego powodu podstawową opłatę pocztową podniesiono do 6 groszy, a dostępne pięciogroszowe znaczki ostemplowano lub przedrukowano nowym nominałem.
27 października 1916 znaczki Poczty Miejskiej w Warszawie zostały, decyzją władz okupacyjnych, wycofane ze sprzedaży, a w ich miejsce wprowadzono frankowanie przesyłek stemplami ręcznymi. Wyprodukowana w tym miesiącu seria 4 znaczków o nowych wzorach nie została wprowadzona do obiegu i posłużyła w 1918 do przygotowania pierwszego wydania prowizorycznego II Rzeczypospolitej.
Na wzór Poczty Miejskiej w Warszawie zaczęto organizować tego rodzaju instytucje również w innych miastach. Poczty te, po odzyskaniu niepodległości przez Polskę w 1918, zostały włączone do ogólnokrajowego systemu pocztowego.
Własne znaczki wydały poczty miejskie w:
- Chęcinach (8 wzorów, nie weszły do obiegu, zostały wydrukowane po odzyskaniu przez Polskę niepodległości) – wydanie spekulacyjne,
- Lubomlu (7 wzorów, nie weszły do obiegu) – wydanie spekulacyjne,
- Otwocku (znaczek wydany przez Towarzystwo Przyjaciół Otwocka w obiegu w 1916 r. oraz stemple taryfowe służb doręczeniowych zorganizowanych przez magistrat),
- Przedborzu (18 wzorów w pięciu wydaniach + 3 wydania niekatalogowane stosowane jako znaczki opłaty miejskiej w obiegu od 18 XII 1918 do sierpnia 1918) – liczne fałszerstwa znaczków.
- Sosnowcu (5 wzorów, w obiegu od 19 II do 7 VIII 1916, gdy władze niemieckie zabroniły ich stosowania) – liczne fałszerstwa znaczków. Po wprowadzeniu zakazu stosowania znaczków stosowano stemple taryfowe.
- Warszawie (10 wzorów, w obiegu od 23 IX 1915 do 20 X 1916, gdy do obiegu weszły stemple taryfowe) – liczne fałszerstwa i nadużycia znaczków. Po wprowadzeniu zakazu stosowania znaczków stosowano liczne stemple taryfowe.
- Zawierciu (2 wzory, w obiegu pocztowym od ok. 4-14 I 1916) – rzadkie na przesyłkach z prawdziwego obiegu pocztowego, występują zarówno na przesyłkach do Zawiercia, jak i z Zawiercia via Sosnowiec.
- Żarkach (9 wzorów, w obiegu 10 X – 28 X 1916) – rzadkie na przesyłkach z prawdziwego obiegu pocztowego. Masowe fałszerstwa wszystkich wartości.

Pozostałe poczty samorządowe, działające w: Aleksandrowie, Czeladzi, Częstochowie, Łodzi (w Łodzi doręczeniem przesyłek zajmowała się Łódzka Ochotnicza Straż Ogniowa, L.F.F. – Lodzer Freiwillige Feuerwehr), Pabianicach, Pruszkowie, Siedlcach, Skierniewicach, Wilnie, Włocławku, Wysokiem Mazowieckim (Mazowieck), Żyrardowie, frankowały przesyłki stemplami.
Poza tym istniały liczne służby doręczeniowe (Poczty Miejskie), które są znane tylko ze stosowania różnych stempli pomocniczych, w następujących miejscowościach: Będzin (Bendzin), Grodno, Kalisz, Koło, Lipno, Mława, Tomaszów nad Pilicą (Tomaszów Mazowiecki), Zduńska Wola.
W wykazie miast GGW ze służbami doręczeniowymi zaczerpniętym z książki adresowej, wymieniono 45 miejscowości z podanymi wysokościami opłat doręczeniowych. Do tego należy jeszcze dodać nieokreśloną bliżej liczbę miejscowości z terenów Ob.Ost.

### Poczty polowe 1914–1918
Podczas I wojny światowej na terenach polskich działały również poczty polowe, tworzone przez jednostki wojskowe. Poczty te zapewniały łączność dowodzenia oraz obsługiwały korespondencję prywatną żołnierzy. W okresach przejściowych, kiedy wojsko pełniło funkcje zarządcy cywilnego na danym terenie, poczty polowe były udostępniane ludności cywilnej. Poczty polowe były bezpłatne dla wojskowych; opłaty pobierane były od osób cywilnych.
Na terenach zaboru austriackiego polskie oddziały wojskowe w armii austriackiej utworzyły własną strzelecką pocztę polową. Po utworzeniu Naczelnego Komitetu Narodowego i powołaniu Legionów Polskich pocztę tę przemianowano na Pocztą Polową Legionów. Poczta ta zajmowała się korespondencją Naczelnego Komitetu Narodowego, I Brygady, innych jednostek wojskowych oraz ludności cywilnej na terenie zaboru austriackiego oraz ziemiach zaboru rosyjskiego pod okupacją austriacką i niemiecką. Opłaty kwitowano znaczkami przypominającymi znaczki dobroczynne, wydanymi w sierpniu 1914 i marcu 1915. Oprócz znaczków poczta wydawała całostki – koperty, listy składane i karty pocztowe. Znaczki były kasowane stemplami poczty polowej, o treści np. „Strzelecka Komenda Etapowa/poczta polowa”, „Poczta polowa W.P.”, „Poczta polowa I. Brygady Legionów Polskich”, „C.i.k.polowa poczta polskich Legionów”.
24 lipca 1917 na Białorusi powstał Korpus Polski pod dowództwem generała Dowbor-Muśnickiego. Poczta polowa tego korpusu obsługiwała zarówno korespondencję wojskową, jak i cywilną. Od marca 1918 w urzędach pocztowych na terenie działania Korpusu: w Bobrujsku, Mogilewie, Żłobinie, Rogaczewie, Bychowie i Osipowiczach używane były rosyjskie znaczki pocztowe z nadrukiem: napisów „Poczta” i „Pol. Korp.” oraz polskim godłem. Znaczki te miały wartości: 3, 4, 5, 10, 15, 20, 25, 35, 50 i 70 kopiejek. Stosowane również były wydania przedrukowe z dodatkowym określeniem nowego nominału (10, 35 i 50 kopiejek oraz 1 rubel). Oprócz znaczków poczta ta wydała całostki – koperty, sekretniki i karty pocztowe. Do kasowania znaczków używano datowników metalowych podwójnych, kolistych poprzeczkowych z napisem „POCZTA POLOWA”, „I POL. KORP.”.

### Królestwo Polskie (regencyjne) 1916–1918
W 1916 na podstawie Aktu 5 listopada powstało zależne od Austro-Węgier i Niemiec regencyjne Królestwo Polskie. Na początku 1917, na żądanie Niemiec, przeprowadzony został konkurs na projekt graficzny serii znaczków pocztowych dla Królestwa. O nagrody w wysokości od 150 do 1000 marek ubiegało się 32 polskich artystów, którzy zaproponowali 148 projektów znaczków. Wybranych 13 projektów zostało wydrukowanych przez berlińską Reichsdruckerei. Znaczki te jednak nigdy nie weszły do obiegu.
Po odzyskaniu przez Polskę niepodległości dwóch z uczestników tego konkursu zostało poproszonych o zmodyfikowanie swoich projektów tak, aby mogły one stanowić podstawę wydania znaczków odrodzonej Polski.

## Polska Międzywojenna1918–1939

### Wydania lokalne 1918–1919
Zgodnie z dekretem Rady Regencyjnej z 3 stycznia 1918 roku  o tymczasowej organizacji Władz Naczelnych w Królestwie Polskim, sprawy związane z działalnością poczty podporządkowane zostały Ministrowi Spraw Wewnętrznych. Obiekty pocztowe były przejmowane przez władze polskie w pierwszej kolejności, a rolą poczty stało się zapewnienie łączności pomiędzy trzema byłymi zaborami i pomoc w unifikacji kraju. W pierwszym okresie w obiegu pocztowym zalecono stosować znaczki i całostki pozostałe po państwach zaborczych, natomiast kasowniki były na ogół modyfikowane lub zastępowane prowizorycznymi, z polskimi nazwami miejscowości. W pierwszym okresie po wprowadzeniu polskich znaczków pocztowych, w obiegu były również frankatury mieszane ze znaczkami pozostałymi po państwach zaborczych.

#### Tereny byłej okupacji niemieckiej dawnego zaboru rosyjskiego

##### Przedruki lokalne
Na obszarze byłej okupacji niemieckiej wiele urzędów pocztowych z własnej inicjatywy nanosiło na znaczki i całostki pozostałe po okupacji niemieckiej polskie oznaczenia i symbole. Tego rodzaju przedruki znane są z następujących miejscowości: Aleksandrów Kujawski, Brzeziny, Ciechocinek, Grodzisk, Izbica, Kalisz, Koło, Konin, Łęczyca, Łowicz, Łuków, Maków, Ostrołęka, Ostrów Mazowiecka, Ozorków, Poddębice, Płońsk, Pułtusk, Sieradz, Skierniewice, Włocławek i Zduńska Wola.
Przestemplowania z urzędów pocztowych w Błoniu, Grodzisku, Otwocku, Brzezinach i Skierniewicach uważane są za wydania spekulacyjne.
W okresie 1 maja – 17 czerwca 1919, po zajęciu Grodna przez wojska polskie, znaczki ukraińskie z nadrukowanym napisem „Poczta Polska” i nominałem 40 gr były używane przez niemieckiego oficera łącznikowego do pobierania opłat za dowóz przesyłek miejscowych Niemców do Suwałk, gdzie funkcjonowała jeszcze poczta niemiecka. Jednakże przesyłki takie są znane tylko w 1 sztuce z pełną serią 5 znaczków, wysłanej do Suwałk.

##### Wydania prowizoryczne

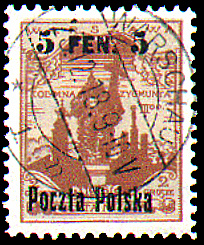
Przedruk Poczty Miejskiej Warszawy

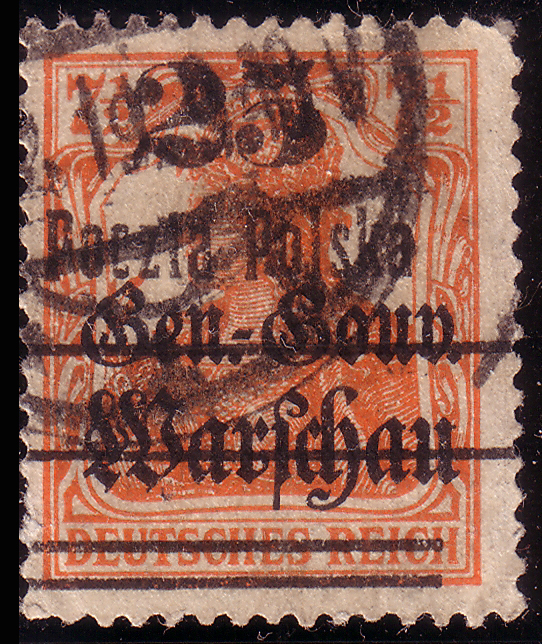
Przedruk „Gen.-Gouv”

18 listopada 1918 na stanowisko Ministra Poczt i Telegrafów powołano Tomasza Arciszewskiego, któremu powierzono zadanie utworzenia ministerstwa. Dzień wcześniej ukazało się pierwsze wydanie znaczków pocztowych warszawskiej dyrekcji poczty na obszar byłej okupacji niemieckiej.
Do pierwszego wydania użyto znaczków Poczty Miejskiej w Warszawie, które nie weszły do obiegu. Nadrukowano na nich napis „Poczta Polska” oraz nominał waluty markowej. Pospieszne wykonanie przedruku na tzw. serii pomnikowej skutkowało wieloma błędami (nadruk odwrócony, przesunięty, „Poezta” zamiast „Poczta”, „52” zamiast „25”). Znaczki te przedstawiały kolumnę Zygmunta (5 fenigów), pomnik Syreny (10 fen.), godło narodowe (25 fen.) i pomnik króla Jana III Sobieskiego w warszawskich Łazienkach (50 fen.). Nakład tych znaczków wyczerpał się w ciągu kilku tygodni, przy czym większość z nich została zakupiona przez filatelistów. Wydanie to wprowadzono do obiegu w niedzielę, 17 listopada 1918. 5 grudnia 1918 przedrukowano drugą prowizoryczną, przedrukową emisję znaczków pocztowych na niemieckich, okupacyjnych znaczkach pocztowych z nadrukiem Gen. Gouv. Warschau. Napis ten został przekreślony, a nad nim umieszczono tekst „Poczta Polska”. Niemieckie znaczki miały nominały 2,5; 3, 5, 10, 15, 20, 30, 40 i 60 fenigów, a ich łączny nakład w dwóch przedrukach I i II formy wynosił od 96 000 (3 fen.) do 1 288 000 (25 fen.). O wprowadzeniu nowej serii znaczków do sprzedaży informowała prasa; były one sprzedawane w urzędach pocztowych i kioskach od 12 grudnia 1918. Znaczki z przedrukiem GGW ponownie przedrukowano na przełomie 1918/19 tzw. drugą formą. Okazało się, że w będącym w sprzedaży nakładzie znajdują się błędnodruki (nadruk odwrócony, podwójny, „Pocata”, „Polsko”, „Pojska”). Błędy w tym wydaniu dotyczą zarówno I i, jak i II formy. Znaczki te miały swoją ważność do 31 marca 1919. Formy użyte do wykonania nadruków zostały nadużyte do wykonania rzekomych błędów. Znane są także liczne fałszerstwa znaczków z tego wydania. Spotyka się znaczki, w których sfałszowano zarówno nadruki niemieckie, jak i polskie.

#### Tereny byłej okupacji austro-węgierskiej dawnego zaboru rosyjskiego

##### Przedruki lokalne
Na obszarze byłej okupacji austriackiej trzy urzędy pocztowe wykonały z własnej inicjatywy polskie nadruki na materiałach pocztowych pozostałych po okupacji austriackiej: Jędrzejów, Olkusz i Zwierzyniec.

##### Wydania prowizoryczne

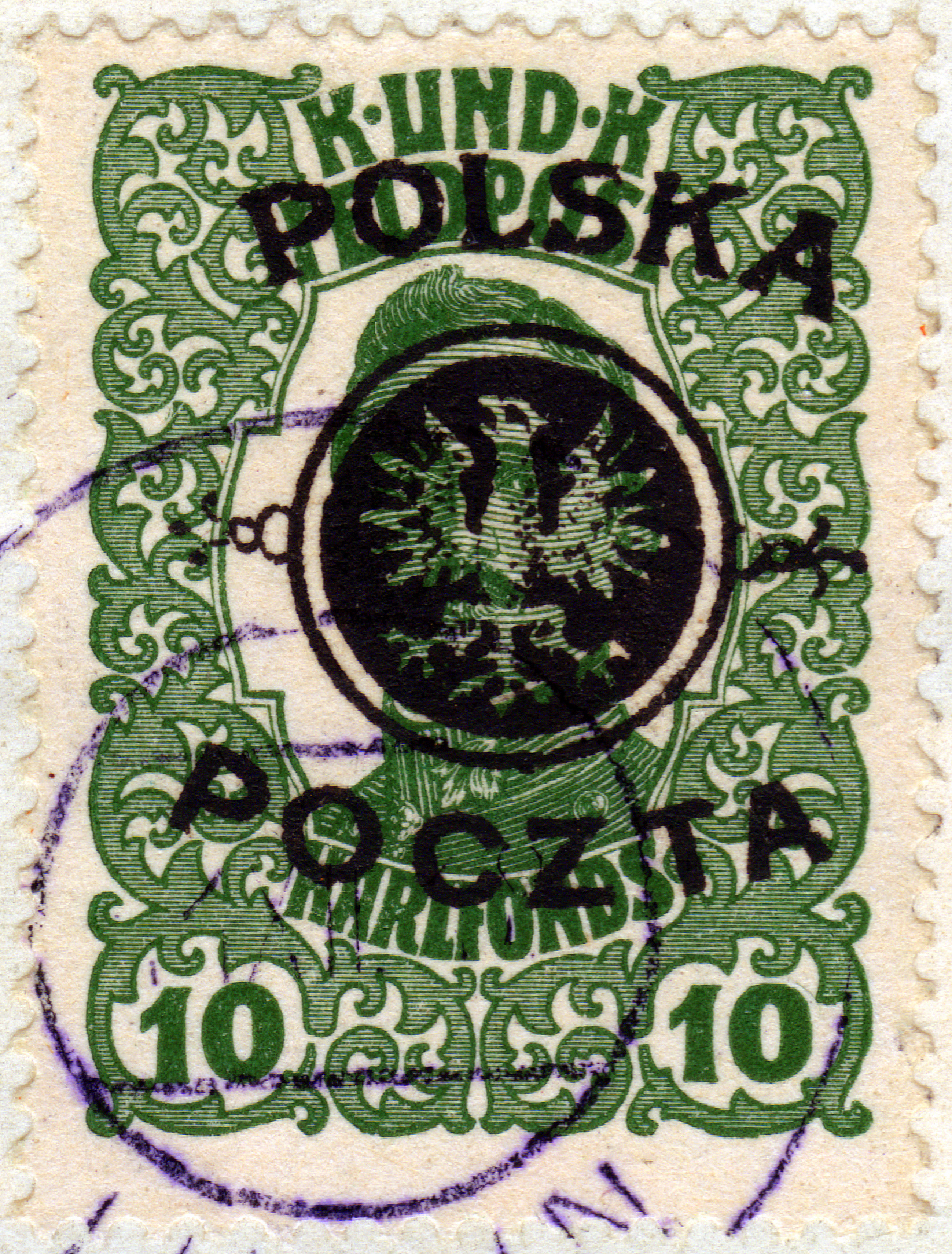
Pierwsze wydanie lubelskie

5 grudnia 1918 Dyrekcja Poczt i Telegrafów w Lublinie przeprowadziła pierwszą centralną emisję znaczków pocztowych na obszar byłej okupacji austro-węgierskiej (tzw. pierwsze wydanie lubelskie). Przedruk wykonano na znaczkach dobroczynnych K.u.k. Feldpost o nominałach 10, 20 i 45 halerzy, na których nadrukowano napis „Poczta Polska” oraz godło państwowe. Nakład tych znaczków wyniósł w sumie 192 000 znaczków i wyczerpał się po 10 dniach od dostarczenia ich do urzędów pocztowych.
Kolejne wydanie znaczków przeprowadzono w okresie 19 grudnia 1918 – 8 stycznia 1919. Przedruku dokonano na znaczkach austriackiej poczty polowej z wizerunkiem cesarza Karola I, na których nadrukowano napis „Poczta Polska”, godło państwowe i nowy nominał w halerzach. Wydanie obejmowało 9 znaczków o nominałach od 3 do 90 halerzy i łącznym nakładzie niemalże 1 miliona sztuk, przy czym trzyhalerzówek nadrukowanych na znaczkach o nominale 3 halerzy wydano 13.000, a znaczków 50-halerzowych 22.000. Seria ta była przedmiotem zainteresowania filatelistów polskich i zagranicznych, tak więc szybko uległa wyczerpaniu. Ponieważ jednak pod koniec stycznia 1919 do obiegu miało wejść pierwsze ministerialne, centralne wydanie znaczków, zaniechano dalszych emisji w regionie lubelskim.
W przypadku obu wydań lubelskich do sprzedaży weszły błędnodruki. Najpopularniejszymi błędami są: nadruk odwrócony, podwójny i brak ornamentów przy godle. Znane są także drobne usterki formy drukarskiej, skutkujące rozdwojeniem szponu orła w godle, uszkodzonym „O” w „POLSKA” etc., a także przesunięcia nadruku i niewydrukowanie części liter i rysunku.

#### Galicja

##### Przedruki lokalne

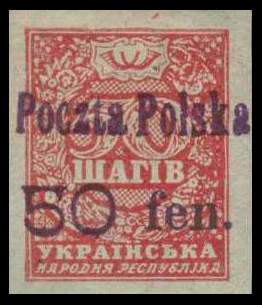
Wydanie kowelskie

Po opuszczeniu Galicji przez wojska austriackie kilka urzędów pocztowych wykonało polskie nadruki na znaczkach i całostkach austriackich: Baranów, Czermin, Dziedzice, Mielec, Skałat. Wiele takich wydań było inspirowanych przez lokalnych filatelistów, a także masowo przez nich wykupywanych. Walory z przedrukami z miejscowości: Myślenice, Przemyśl, Rozwadów, Świątniki Górne i Tarnów uważane są za takie wydania spekulacyjne.
Po wybuchu w 1919 wojny między Polską a Ukraińską Republiką Ludową na zajętym przez Polskę Wołyniu władzę przejął Zarząd Cywilny Ziem Wschodnich. Kurierzy Zarządu dostarczali pocztę z tego terenu do polskich placówek pocztowych w Chełmie i Hrubieszowie. Wobec braku polskich znaczków generalny komisarz zarządził przedrukowanie pozostałych znaczków pocztowych Ukrainy pieczątkami unarodowiającymi (tzw. wydanie kowelskie). Nadruk składał się z tekstu „Poczta Polska” i nowego nominału (30 i 50 fenigów). Wydanie to zostało wprowadzone do obiegu w prowizorycznych placówkach w miastach: Kowel, Łuck, Włodzimierz Wołyński, Dubno, Krzemieniec i Równe. Znaczki te po miesiącu zostały uznane przez przedstawiciela Ministerstwa Poczt i Telegrafów za nielegalne, skonfiskowane i unieważnione przez przecięcie.

##### Wydania prowizoryczne

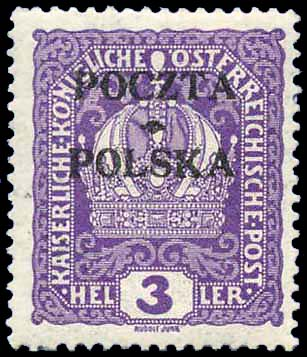
Wydanie krakowskie

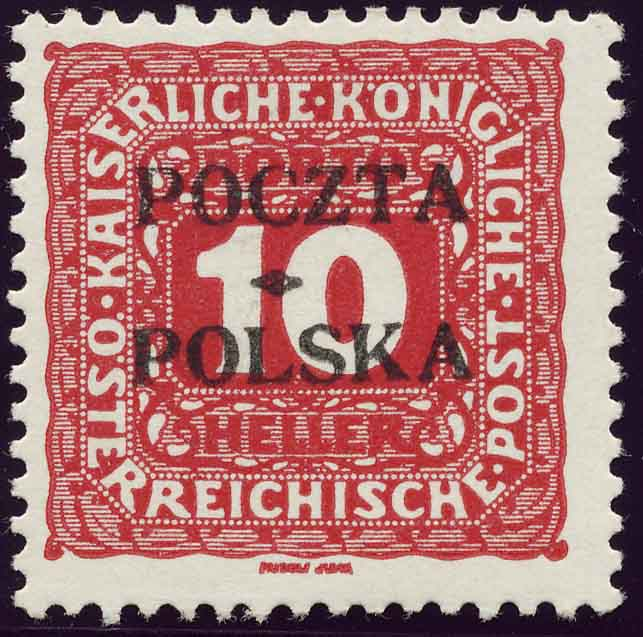
Wydanie krakowskie

W Galicji w styczniu 1919 nadal używano znaczków austriackich, czekając na dostarczenie zapowiadanego wydania definitywnego z Ministerstwa Poczt i Telegrafów. Ponieważ po nastaniu w Austrii republiki znaczki z podobizną cesarza były sprzedawane w Wiedniu „na wagę”, spekulanci masowo sprowadzali je do Polski i sprzedawali poniżej nominału. Ponieważ istotnie uszczuplało to dochody lwowskiej dyrekcji pocztowej, postanowiono – również za namową galicyjskich filatelistów – wyemitować wydanie prowizoryczne.
2 stycznia 1919 wszystkie pozostałe austriackie znaczki pocztowe zostały przekazane przez lwowską dyrekcję poczty do dwóch drukarni: A. Koziańskiego i F. Zielińskiego w Krakowie, w celu wykonania przedruków. W drukarni A. Koziańskiego wykonano je metodą typograficzną, a w drukarni F. Zielińskiego – litograficzną. Na 20 wzorach znaczków pocztowych, 5 znaczków gazetowych i 12 znaczków dopłaty nadrukowany został tekst „Poczta Polska” w dwóch liniach przedzielonych ornamentem. W przypadku jednego znaczka nadruk obejmował również nowy nominał. Ograniczona dostępność arkuszy znaczków austriackich sprawiła, że nakład tych znaczków był niewielki – w przypadku znaczków opłaty od 440 do 100000 sztuk, a w przypadku znaczków dopłaty od 55 do 34000 sztuk, w zależności od nominału.
Tak niski nakład sprawił, że znaczki te stały się największym polskim rarytasem filatelistycznym, z czego zdawano sobie również sprawę w owych czasach. Za poszczególne walory zaczęto niebawem płacić nawet stokrotną wartość nominału. Ponieważ najmniej wydano znaczków dopłaty, które nie są dostępne w sprzedaży, zdarzały się sytuacje wysyłania przez filatelistów do samych siebie niedopłaconych przesyłek w celu zdobycia tych walorów. Szybko pojawiły się również fałszerstwa tych walorów.
Jeden z urzędników poczty krakowskiej nazwiskiem Müller wykupił od spekulantów znaczki cesarskie sprowadzone z Austrii i, ukradłszy skład czcionek służący do oryginalnego nadruku, wykonał w drukarni w Cieszynie prywatny przedruk. Tak sfałszowane znaczki wprowadzał on na rynek filatelistyczny od września 1919, po wycofaniu prowizoriów przez dyrekcję poczty (co chroniło go wówczas przed odpowiedzialnością karną za fałszerstwo na szkodę poczty, kwalifikowane jak podrabianie banknotów). Dopiero po pewnym czasie krakowscy filateliści zorientowali się, że między wydaniem oryginalnym a wydaniem Müllera (tzw. müllerówki) istniała mierząca 1 mm różnica w odstępie między wierszami nadruku. Po sukcesie Müllera również inne osoby zaczęły prywatnie wykonywać nadruki na sprowadzanych z Austrii znaczkach cesarskich, z braku oryginalnych czcionek fałszerstwa te wykonywane były nieprofesjonalnie, innymi czcionkami, a także inną farbą i metodą. Chroniąc się przed oszustwem, krakowscy filateliści stworzyli komisję, której zadaniem było odróżnienie znaczków prawdziwych od fałszywych. Na znaczkach prawdziwych komisja stawiała na odwrocie stempel gwarancyjny, a na fałszywych stempel false. Po pewnym czasie odkryto, że również stemple gwarancyjne zaczęły być podrabiane, nie tylko w Polsce, ale i za granicą.
Znaczki wydania krakowskiego są najdroższymi polskimi znaczkami pocztowymi. W zależności od nominału, koloru nadruku i faktu skasowania cena katalogowa jednego znaczka tego wydania kształtuje się na poziomie od 40 do 350000 złotych.
Z uwagi na szybkie wyczerpanie nakładu wydania krakowskiego 25 lutego 1919 Polska Komisja Likwidacyjna wydała dla obszaru Galicji pierwsze oryginalne polskie znaczki pocztowe. Emisja objęła 11 nieząbkowanych znaczków o nominałach od 2 halerzy do 1 korony. Z uwagi na spór między Komisją a Ministerstwem Poczt i Telegrafów o kompetencje w zakresie wydawnictwa znaczków pocztowych, były one w obiegu jedynie do 31 marca 1919. Znaczki te zostały zaprojektowane przez Jana Michalskiego i wydrukowane w drukarni F. Zielińskiego w Krakowie. Łączny nakład to niemalże 10 milionów sztuk. Wydanie to zostało wprowadzone do obiegu na obszarze całego kraju jako znaczki dopłaty z nadrukiem nowego nominału w walucie markowej i napisem „dopłata”. Znaczki te były ząbkowane prywatnie.

#### Obszary byłego zaboru niemieckiego w części opanowanej przezpowstanie wielkopolskie

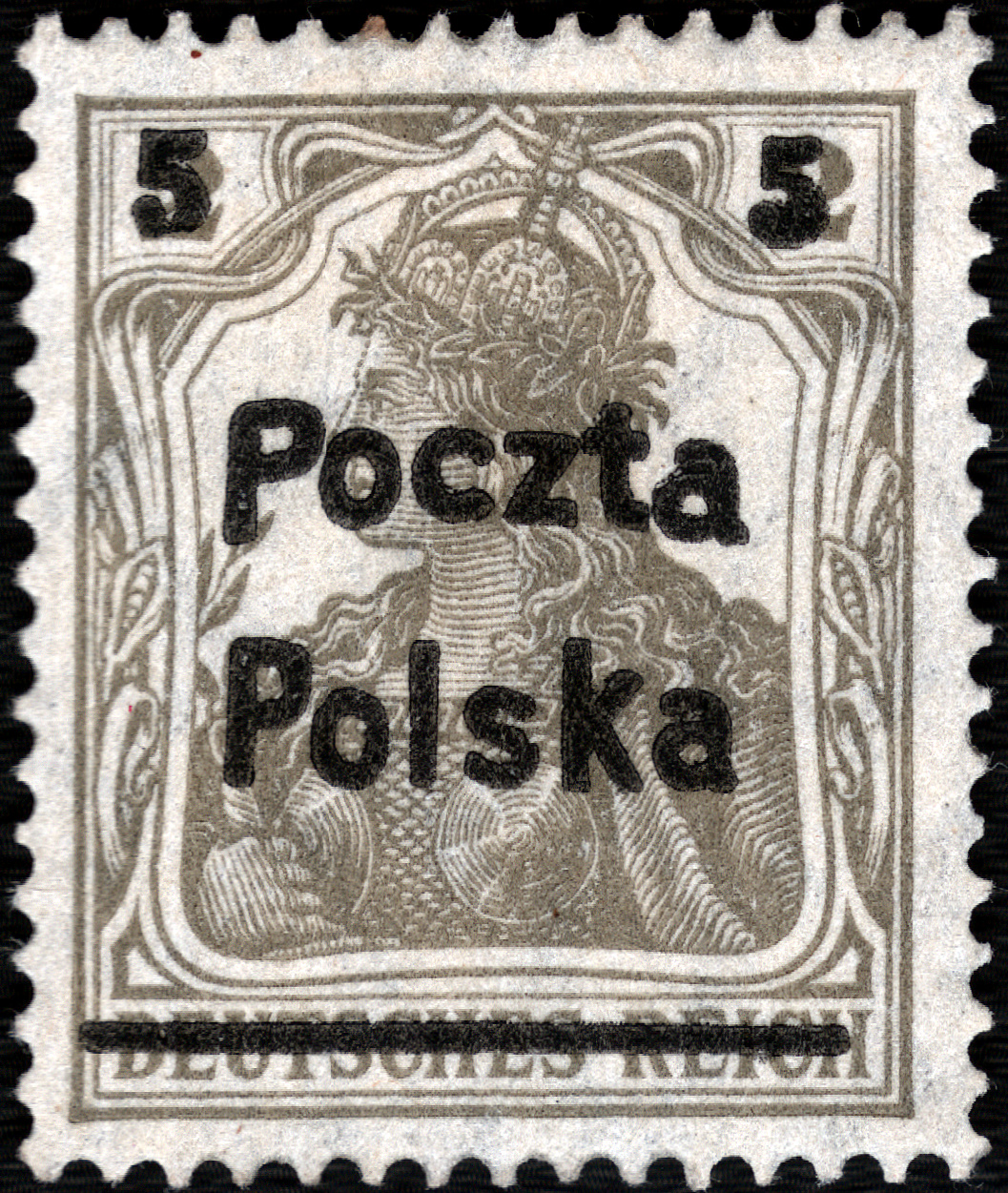
Wydanie na teren powstania

W sierpniu i październiku 1919 na ziemiach niemieckich objętych powstaniem wielkopolskim zorganizowano polską administrację i przeprowadzono dwie emisje znaczków pocztowych. Były to wydania przedrukowe na niemieckich znaczkach Germania.
Pierwsze wydanie, z sierpnia 1919 roku, obejmowało 5 znaczków o dwóch nominałach: 5 i 10 fenigów. Przedruki zostały wykonane na zlecenie Dyrekcji Poczt i Telegrafów w Poznaniu metodą typograficzną na zapasach znaczków niemieckich o nominałach 2, 7½, 20, 25 i 40 fenigów. Nadruk obejmował nowy nominał, tekst „Poczta Polska” oraz kreskę przekreślającą niemiecki napis Deutsches Reich. Łączny nakład tego wydania wynosił 1,5 miliona sztuk. Znaczki te były w obiegu od 5 sierpnia 1919 do 30 września 1919. Równolegle od końca sierpnia dostarczano na teren Wielkopolski znaczki wydania definitywnego z Warszawy, celem spełnienia wymogów Światowej Unii Pocztowej niewykorzystywania znaczków poczt obcych do przedruków.
Od 1 października 1919 r. pojawiają się w sprzedaży w 10 urzędach pocztowych dwa znaczki niemieckie przedrukowane nominałem 5 i 10 (tzw. wyd. gnieźnieńskie). Pochodzenie tych przedruków wskazuje na urzędników niemieckich, którzy po Traktacie Wersalskim nadal mogli pracować na terenie Wielkopolski. W przedwojennej literaturze wskazuje się na spekulacyjny charakter tego wydania, czego dowodem było natychmiastowe wycofanie go ze sprzedaży przez polską Dyrekcję w Poznaniu.

#### Wydania ministerialne
W 1919 roku dekretem Naczelnika Państwa powołano Ministerstwo Poczt i Telegrafów oraz uregulowano zasady funkcjonowania poczty w Polsce. Poczta stała się instytucją użyteczności publicznej.
27 stycznia 1919 tworzące się Ministerstwo przeprowadziło pierwszą centralną emisję znaczków:
- w walucie koronowej dla obszarów byłego zaboru austriackiego i obszarów części zaboru rosyjskiego po okupacji austro-węgierskiej
- oraz w walucie markowej dla obszarów byłego zaboru niemieckiego i obszarów części zaboru rosyjskiego po okupacji niemieckiej, a po unifikacji waluty dla obszaru całego kraju.

Obie emisje obejmowały znaczki o tych samych rysunkach i nominałach (3, 5, 10, 15, 20, 25 i 50 halerzy/fenigów oraz 1, 1½, 2, 2½ i 5 koron/marek), różniące się jedynie symbolem waluty i kolorem.
Wydanie w walucie koronowej było w obiegu do 5 czerwca 1922, natomiast w walucie markowej do 15 sierpnia 1922 (znaczek o nominale 50 fenigów do 19 stycznia 1923).

### Tereny sporne 1920–1922

#### Plebiscyt na Warmii i Mazurach

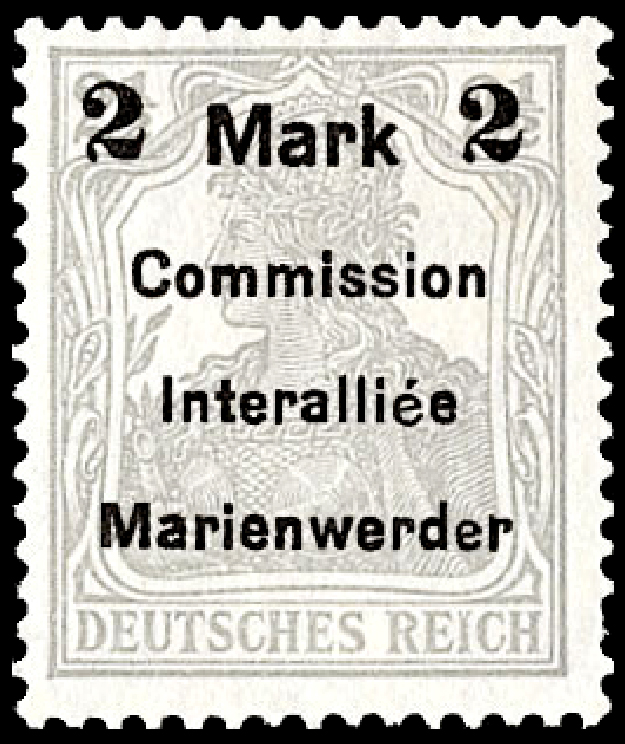
Plebiscyt w Kwidzynie

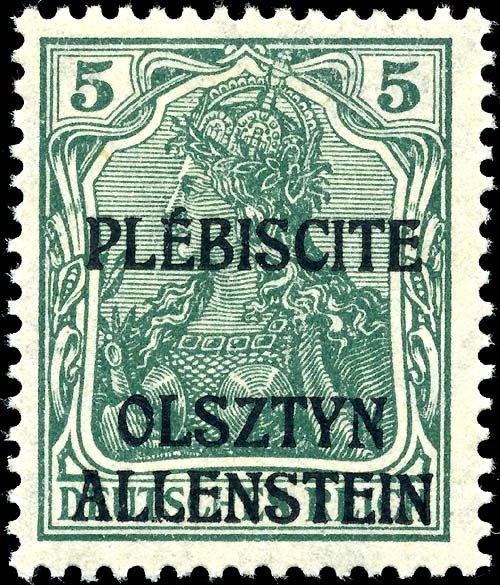
Plebiscyt w Olsztynie

Zgodnie z zaplanowanym w 1919 w wersalskim traktacie pokojowym plebiscytem, mieszkańcy Warmii, Mazur i Powiśla mieli zdecydować bądź o przyłączeniu tych ziem do państwa polskiego, bądź o pozostawieniu ich w granicach Prus Wschodnich. W tym celu Liga Narodów powołała do przeprowadzenia plebiscytu Komisje Międzysojusznicze w Kwidzynie i w Olsztynie.
13 marca 1920 na terenie zarządzanym przez Commission Interallieeé de Gouvernement et de Plébiscite de Marienwerder dotychczas stosowane niemieckie znaczki pocztowe zostały zastąpione znaczkami plebiscytowymi. Pierwsza seria znaczków plebiscytowych wydrukowana została we Włoszech (tzw. pierwsze wydanie mediolańskie) z napisami Comission Interallièe i Populi Voluntas Marienwerder. Rysunek znaczków przedstawiał kobietę stojącą na tle czterech flag: angielskiej, francuskiej, włoskiej i japońskiej (państw-członków Komisji). Wydanie składało się z 14 znaczków o nominałach od 5 fenigów do 5 marek. Jego nakład wynosił ponad 11 milionów sztuk.
Mimo relatywnie wysokiego nakładu pierwszego wydania mediolańskiego uległ on szybkiemu wyczerpaniu. W celu zapobieżenia brakom, w okresie od kwietnia do lipca 1920, wprowadzano do obiegu wydanie przedrukowe, oparte na znaczkach niemieckich (m.in. tzw. Germania i znaczku z wizerunkiem głównego urzędu poczty w Berlinie). Nadruk na znaczkach brzmiał Commission Interalièe Marienwerder. Nakład tych prowizorycznych wydań wynosił ok. 750 tysięcy sztuk.
W lipcu 1920 na kwidzyńskim obszarze plebiscytowym wprowadzone zostało do obiegu drugie wydanie mediolańskie, wyprodukowane we Włoszech w nakładzie ponad 6 milionów sztuk. Tym razem, w związku z protestem strony polskiej, tekst na znaczku zawierał obok niemieckiej nazwy Marienwerder również polski odpowiednik Kwidzyn.
Na terenie działania Komisji Międzysojuszniczej w Olsztynie znaczki plebiscytowe zostały wprowadzone 3 kwietnia 1920.
Pierwsze wydanie obejmowało znaczki niemieckie tych samych typów, co w przypadku Kwidzyna, nadrukowane tekstem PLÉBISCITE / OLSZTYN / ALLENSTEIN. Wydanie to obejmowało 14 znaczków o nominałach od 5 fenigów do 3 marek. Nakład tego wydania nie jest znany.
Drugie wydanie wprowadzono w maju 1920 i obejmowało ono te same znaczki ze zmienionym nadrukiem TRAITÉ DE VERSAILLES / ART. 94 et 95, umieszczonym wewnątrz owalu, w którego brzeg wpisano tekst COMMISSION D’ADMINISTRATION ET DE PLÉBISCITE / OLSZTYN / ALLENSTEIN. W obu przypadkach przedruk wykonany został w Drukarni Państwowej w Berlinie.
Znaczki plebiscytowe utraciły ważność z dniem 13 września 1920, po zakończeniu plebiscytu.

#### Plebiscyt na Górnym Śląsku
W traktacie wersalskim państwa sojusznicze podjęły decyzję o przeprowadzeniu również na terenie Górnego Śląska plebiscytu, w którym ludność miała zdecydować o przynależności państwowej. W styczniu 1919 władzę na tym terenie przejęła Międzysojusznicza Komisja Rządząca i Plebiscytowa na Górnym Śląsku.
Nowe władze wprowadziły jako obowiązujące nowe znaczki pocztowe. Pierwszą emisję znaczków dla obszaru plebiscytowego wydrukowano we Francji, a weszła ona do obiegu 20 lutego 1920. Były to znaczki o nominałach 2½, 3, 5, 10, 15, 20 i 50 fenigów oraz 1 i 2 marek z napisem COMMISSION DE GOUVERNEMENT / HAUTE SILESIE / OBER SCHLESIEN / GÓRNY ŚLĄSK. Nieregularne dostawy tych znaczków wymuszały podejmowanie kroków nadzwyczajnych. W miejscach, gdzie brakowało niskich nominałów, przecinano znaczki większych wartości na połowę. Stosunkowo najczęściej spotyka się takie połówki o wartości 10 i 20 fenigów, z kasownikami opolskimi.
Niskie nominały pierwszego wydania znaczków uległy szybkiemu wyczerpaniu. Dla zaspokojenia potrzeb przeprowadzono dodatkową emisję prowizoryczną przez dokonanie przedruku wartości znaczków: o nominale 20 fenigów na 5 fenigów (w kolorze czarnym) i 10 fenigów (w kolorze czerwonym), o nominale 5 marek na 50 fenigów i o nominale 15 fenigów na 5 fenigów. Przedruk wykonano w drukarni Erdmanna Raabe w Opolu.
26 marca 1920 ukazało się kolejne wydanie zamówione przez Komisję Międzysojuszniczą. Również te znaczki wydrukowano w Państwowej Drukarni Znaczków w Paryżu. Do obiegu wprowadzono także dwie karty pocztowe, ze znaczkami o wartości 10 i 15 fenigów. 20 marca 1921 do obiegu wprowadzone zostały znaczki z tego wydania z nadrukiem daty plebiscytu (Plébiscite / 20 mars 1921).
W związku z hiperinflacją w Niemczech, 1 stycznia 1922 nastąpiła zmiana taryfy pocztowej, co spowodowało konieczność wprowadzenia do obiegu znaczków o wyższym nominale. Problem ten rozwiązano przez przedrukowanie trzech znaczków: 60 fenigów na 4 marki, 75 fenigów na 10 marek i 80 fenigów na 20 marek. Znaczki te zostały wprowadzone do obiegu w marcu 1922 roku.
Przed terminem plebiscytu Niemcy wprowadzili do obiegu fałszywe polskie znaczki pocztowe z nadrukiem Deutscher Wert gleich ... Pf. Wählt Deutsch! (Niemiecka równowartość ... fenigów. Głosuj za Niemcami!). Wartość w fenigach przeliczano według kursu 1 marka polska = 7 fenigów niemieckich, co nie odpowiadało rzeczywistości. Fałszerstwa te (tzw. fałszerstwa dywersyjne niemieckie) były kolportowane na terenie Górnego Śląska i doklejane na listy.
Po zakończeniu plebiscytu i ogłoszeniu przez Komisję Międzysojuszniczą projektu przyznania Niemcom prawie trzech czwartych obszaru plebiscytowego, wybuchło III powstanie śląskie. 14 czerwca 1921 powstańcy wydali serię znaczków pocztowych w walucie markowej, z polskim godłem i napisem Górny Śląsk. Mimo że Komisja Międzysojusznicza nie zgodziła się na użycie tych znaczków w obiegu pocztowym, służyły one do opłacania przesyłek na terenach Górnego Śląska objętych przez powstanie oraz w korespondencji kierowanej do Polski. Znaczki te wyszły z obiegu 7 lipca 1921 roku.
15 maja 1922, po zawarciu w Genewie polsko-niemieckiego porozumienia o podziale Górnego Śląska, Ministerstwo Poczt i Telegrafów przeprowadziło specjalne emisje znaczków dla terenów przyznanych Polsce. Znaczki te weszły do obiegu 29 maja 1922, a wyższe nominały 13 kwietnia 1923. Wprowadzanie ich do sprzedaży odbywało się sukcesywnie w miarę przejmowania przez polską administrację przyznanych Polsce powiatów. Znaczki te wycofano z obiegu 30 kwietnia 1923, zastępując je wydaniami ogólnokrajowymi.

#### Plebiscyt na Śląsku Cieszyńskim, Spiszu i Orawie
W związku z planowanym plebiscytem na Śląsku Cieszyńskim komitety Polski i Czechosłowacji zaproponowały emisję specjalnych znaczków pocztowych dla spornego terytorium, co zostało odrzucone przez Międzynarodową Komisję Plebiscytową. W związku z wyrażeniem zgody na używanie na terenach plebiscytowych krajowych znaczków pocztowych, 15 kwietnia 1920 roku wyemitowana została seria przedrukowa znaczków dla obszaru Śląska Cieszyńskiego. Na znaczkach wydanych przez Ministerstwo Poczt i Telegrafów w walucie koronowej nadrukowano napis „S.O. 1920”, tj. Silesia Orientale 1920. Znaczki te były w obiegu w polskich urzędach pocztowych na obszarze plebiscytowym do 10 września 1920, tj. do czasu ukształtowania się granicy polsko-czechosłowackiej. W tym samym okresie w czeskim urzędzie pocztowym w Cieszynie w obiegu był czechosłowacki znaczek z takim samym nadrukiem.

#### Warwiszki
Po przyznaniu przez Ligę Narodów przygranicznej miejscowości Warwiszki Litwie miejscowa ludność polska wywołała powstanie zbrojne. Z rozkazu Komendy Siły Zbrojnej Samorządu Warwiszki 23 marca 1923 przedrukowane zostały znaczki polskie napisem „Samorząd Warwiszki”. Listy opłacone tymi znaczkami były dostarczane do polskiego urzędu pocztowego w Sopoćkiniach. Listy były stemplowane datownikiem urzędu pocztowego lub stemplem z napisem „Samorząd Warwiszki/Komenda Siły Zbrojnej” z rysunkiem trupiej czaszki z piszczelami.
W świetle najnowszych badań J. Gruszczyńskiego i J. Melnika całe wydanie Warwiszki uważa się za fałszywe.

### Wydania ogólnokrajowe 1920–1939

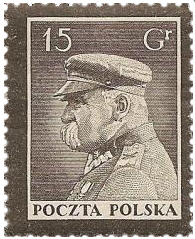
Wydanie żałobne

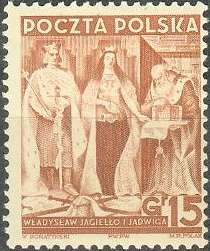
XX rocznica odzyskania niepodległości

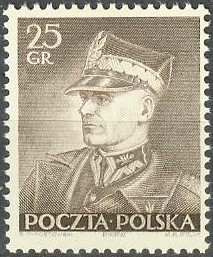
Marszałek Śmigły-Rydz

Emisja pierwszych znaczków dla obszaru całej Polski rozpoczęła się 28 października 1920. W latach 1920–1923 wyemitowano w walucie markowej 9 serii znaczków, zarówno obiegowych, jak i okolicznościowych: z okazji uchwalenia Konstytucji kwietniowej, 150-lecia utworzenia Komisji Edukacji Narodowej i 450. rocznicy urodzin Mikołaja Kopernika, a także wydanie przedrukowe na znaczkach obiegowych, z dopłatą na czerwony krzyż, o nakładzie 100 000 sztuk.
W związku z hiperinflacją opłata za wysłanie listu zamiejscowego (do 20 g) wzrosła między 15 września 1920 a 1 grudnia 1923 z 1 marki do 25 000 marek. Spowodowało to konieczność wprowadzenia do sprzedaży znaczków o wysokich nominałach. W roku 1923 przeprowadzono dwie emisje znaczków o wartości od 300 do 5000 marek oraz wyemitowano wydanie przedrukowe na znaczkach obiegowych, o nominale od 10000 do 100000 marek. W roku 1924 powstała konieczność wprowadzenia do obiegu emisji o nominałach od 10000 do 2000000 marek. Znaczki te wycofano z obiegu 30 kwietnia 1924, po wejściu w życie reformy walutowej.
W maju 1924 przeprowadzono pierwszą emisję znaczków obiegowych o nominałach wyrażonych w złotówkach – o wartości od 1 do 50 groszy. W październiku tego roku wprowadzono do obiegu znaczek o nominale 1 złotego, z wizerunkiem prezydenta Stanisława Wojciechowskiego.
Od wprowadzenia złotówki do wybuchu II wojny światowej w Polsce wyemitowanych zostało 156 różnych wzorów znaczków w 46 seriach oraz 8 blokach. Oprócz znaczków obiegowych oraz emisji specjalnych i dobroczynnych (w tym z dopłatami na cele oświatowe i pomoc zimową), emisjami okolicznościowymi uczczono następujące wydarzenia bieżące i historyczne:
- wystawy filatelistyczne,
- rocznice odzyskania niepodległości,
- zawody sportowe, takie jak: Międzynarodowy Turniej Lotniczy Challenge 1934, zawody balonowe o puchar Gordona Bennetta, Międzynarodowe Zawody Narciarskie FIS w Zakopanem,
- rocznice wymarszu Legionów,
- odsłonięcie pomnika Fryderyka Chopina w Warszawie (wydanie z 28 lutego 1928),
- 60. urodziny marszałka Józefa Piłsudskiego (wydanie z 10 marca 1927),
- IV Międzynarodowy Kongres Medycyny i Farmacji Wojskowej w Warszawie (wydanie z 8 maja 1927),
- pierwsza rocznica prezydentury Ignacego Mościckiego (wydanie z 3 maja 1927),
- złożenie prochów Juliusza Słowackiego w katedrze wawelskiej (wydanie z 28 czerwca 1927),
- złożenie zwłok generała Józefa Bema w mauzoleum w Tarnowie (wydanie z 10 maja 1928),
- Powszechna Wystawa Krajowa w Poznaniu (wydanie z 15 grudnia 1928),
- 100. rocznica powstania listopadowego (wydanie z 1 listopada 1930),
- 200. rocznica urodzin Jerzego Waszyngtona (wydanie z 3 maja 1932),
- 700-lecie założenia Torunia (wydanie z 2 stycznia 1933),
- zwycięstwo Żwirko i Wigury w międzynarodowych zawodach lotniczych Challenge 1932 (wydanie z 15 kwietnia 1933),
- 400. rocznica śmierci Wita Stwosza (wydanie z 10 lipca 1933),
- 250. rocznica Wiktorii Wiedeńskiej (wydanie z 12 września 1933),
- śmierć Józefa Piłsudskiego (wydanie z 16 maja 1935),
- sypanie kopca Piłsudskiego w Krakowie (wydanie z 25 maja 1935),
- 10-lecie prezydentury Ignacego Mościckiego (wydanie z 3 czerwca 1936),
- 150. rocznica uchwalenia konstytucji Stanów Zjednoczonych (wydanie z 17 marca 1938),
- pierwszy polski lot do stratosfery (wydanie z 15 września 1938),
- przyłączenie Zaolzia do Polski (wydanie z 11 listopada 1938).

Ostatnim wydaniem znaczków przed wybuchem II wojny światowej była emisja z dniem 1 sierpnia 1939 znaczka i bloku z okazji 25. rocznicy wymarszu Legionów. Walory te (o nominale 25 groszy) nie były honorowane podczas okupacji niemieckiej, ale faktycznie aż do czasów współczesnych nie zostały wycofane z obiegu żadnym dekretem pocztowym.
W okresie Polski międzywojennej znaczki kasowane były przede wszystkim datownikami tuszowymi z nazwą urzędu pocztowego (nazwa miejscowości i numer urzędu). 9 września 1927 roku Minister Poczty i Telekomunikacji wydał rozporządzenie o wprowadzeniu maszyn frankujących do oznaczania uiszczanej kwoty za przesyłki w obrocie krajowym i zagranicznym. Od tego dnia, po raz pierwszy na terenie Polski, do frankowania przesyłek mogły być używane zamiast znaczków pocztowych maszyny. Frankownice odbijały w kolorze czerwonym obowiązkowo: datownik z miejscem nadania oraz datą, godło państwowe i wysokość uiszczonej opłaty. List taki należało nadać bezpośrednio w okienku pocztowym (nie można go było wrzucić do skrzynki).
Według stanu na dzień 1 marca 1939 na terenie Polski było ogółem 5086 urzędów i agencji pocztowych.

### Poczta dyplomatyczna
W latach 1919–1922 przy konsulacie polskim w Konstantynopolu działała Polska Ajencja Pocztowa, która prowadziła wymianę pocztową z Polską za pośrednictwem poczty dyplomatycznej. Poczta ta używała w pierwszym okresie wydanych w Polsce znaczków pocztowych z poziomym nadrukiem LEVANT lub P.P.C., później używano zaś polskich znaczków bez nadruków. Znaczki kasowano datownikiem z napisem „Poczta Polska/Konstantynopol”. 25 maja 1921 przeprowadzono emisję znaczków z fantazyjnym, ukośnym napisem LEVANT, które nie weszły do obiegu. Znaczki z nadrukiem „Poczta Polska w Turcji” są fałszerstwem fantazyjnym.
Ponieważ władze pocztowe gen. Denikina, zajmującego w 1919 Odessę, odmawiały przekazywania korespondencji tamtejszych Polaków do Polski, polską agencję pocztową uruchomiono również w polskim konsulacie w tym mieście. Za wymianę pocztową odpowiadały służby dyplomatyczne Polski. Opłaty pobierano początkowo w zwykłych znaczkach polskich, później jednak używano znaczków przedrukowanych napisem ODESA. Znaczki kasowano prostokątnym stemplem z napisem ODESA w potrójnej ramce. Poczta polska w Odessie funkcjonowała do likwidacji konsulatu z końcem stycznia 1920. W tym czasie przesłano z niej prawie 600 listów poleconym i 135 zwykłych.

### PocztaLitwy Środkowej1920–1922

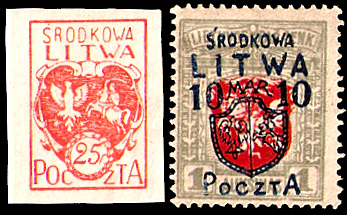
Znaczki Litwy Środkowej

Po utworzeniu w październiku 1920 z inicjatywy marszałka Piłsudskiego Litwy Środkowej działalność pocztowa na tym terenie została przejęta przez Wydział Poczt i Telegrafów Tymczasowej Komisji Rządowej. Poczta środkowo-litewska zapewniała mieszkańcom i administracji tego regionu łączność z Polską. W ciągu 18 miesięcy swojego istnienia poczta ta wydała 47 pocztowych znaczków opłaty w 10 seriach:
- 5 serii obiegowych (w tym jedno wydanie przedrukowe na znaczkach litewskich),
- 2 serie okolicznościowe, z okazji 1. rocznicy istnienia Litwy Środkowej oraz otwarcia Sejmu Litwy Środkowej,
- 2 serie z dopłatą na Polski Czerwony Krzyż,
- 1 serię z dopłatą na Śląsk,

a także jedną serię znaczków dopłaty.
Ze względu na mały obrót pocztowy znaczki te były hurtowo sprzedawane kupcom filatelistycznym. Utraciły one ważność w 1922, z chwilą włączenia Litwy Środkowej do Polski.
Poczta Litwy Środkowej stosowała datowniki koliste podwójne. Pozostały one w użyciu po przejęciu przez Pocztę Polską i służyły do masowego wykonywania ostemplowań grzecznościowych. W późniejszym okresie stemple te wykorzystywano do fałszerstw polegających na antydatowaniu kasowania.

### PocztaWolnego Miasta Gdańska

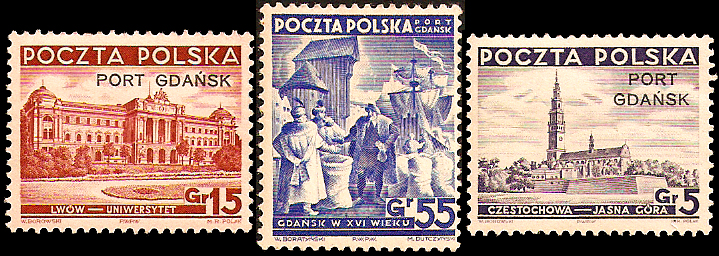
Znaczki poczty polskiej w Wolnym Mieście Gdańsku

Wolne Miasto Gdańsk powstało 15 listopada 1920 na podstawie traktatu wersalskiego i po uregulowaniu w konwencji polsko-gdańskiej uprawnień Polski na tym terytorium. Jednym z nich było prawo założenia polskiego urzędu pocztowego w porcie Gdańsk, który miał zapewnić komunikację pocztową między Polską a zagranicą oraz między Polską a portem Gdańsk. Wszelkie inne połączenia pocztowe (na terytorium Wolnego Miasta oraz między Wolnym Miastem a zagranicą) miały być realizowane przez pocztę Wolnego Miasta Gdańska.
Poczta Wolnego Miasta Gdańska została uruchomiona w styczniu 1920 w oparciu o sieć niemieckich placówek pocztowych. W początkowym okresie przesyłki opłacane były niemieckimi znakami opłaty. Od lipca tego roku wprowadzone zostały własne znaczki Wolnego Miasta. W roku 1920 były to wydania przedrukowe na znaczkach Republiki Weimarskiej, a od roku 1921 były to już znaczki zaprojektowane w Wolnym Mieście. Od roku 1923 nominały tych znaczków były wyrażane w gdańskich guldenach. Do kwietnia 1939 poczta Wolnego Miasta Gdańska wydała 307 wzorów znaczków pocztowych opłaty, 27 wzorów znaczków urzędowych i 47 znaczków dopłaty. Znaczki kasowane były datownikami kołowymi pojedynczymi z nazwą placówki (w języku niemieckim) w górnej części i tekstem FREIE STADT DANZIG w części dolnej.
W roku 1920 Polska otworzyła w porcie Gdańsk urząd ekspedycji pocztowej, który początkowo zajmował się przyjmowaniem przesyłek z zagranicy i przesyłaniem ich na terytorium Polski. W 1923 uruchomiony został na terenie dworca kolejowego Polski Urząd Pocztowy nr 2, zajmujący się pośrednictwem w wymianie przesyłek z Wielką Brytanią oraz między placówkami pocztowymi w Polsce i tymi w Wolnym Mieście Gdańsku. Dopiero w styczniu 1925 uruchomiony został, na placu Heweliusza (obecnie plac Obrońców Poczty Polskiej), Polski Urząd Pocztowo-Telegraficzny nr 3, który rozpoczął obsługę klientów indywidualnych w obrocie pocztowym z Polską oraz doręczanie przesyłek na terenie Wolnego Miasta. W 1926 dokonano zmiany numeracji urzędów, w której wyniku urząd pocztowy na placu Heweliusza stał się urzędem o numerze 1, a ekspedycja w porcie Gdańsk numerem 3.
Wraz z rozpoczęciem obsługi klientów indywidualnych polska poczta w Wolnym Mieście Gdańsku wprowadziła do obiegu odrębne znaczki pocztowe. W latach 1925–1937 były to wydania przedrukowe znaczków emitowanych w Polsce, z nadrukiem „Port Gdańsk”. 11 listopada 1938 wyemitowana została specjalna seria 4  znaczków pocztowych, niemających swojego odpowiednika krajowego. Znaczki te przedstawiały polskich szlachciców sprzedających zboże kupcowi gdańskiemu na tle fragmentu portu z Żurawiem oraz zawierały napis „Gdańsk w XVI wieku”. Emisja ta rozpoczęła tzw. wojnę na znaczki, której efektem było wydanie 7 stycznia 1939 przez pocztę Wolnego Miasta Gdańska serii okolicznościowej z okazji 125. rocznicy złączenia Gdańska z Królestwem Prus, w tym znaczka przedstawiającego klęskę Stefana Batorego pod Wisłoujściem.
Zarówno poczta polska, jak i poczta Wolnego Miasta Gdańska przestały istnieć z chwilą wybuchu II wojny światowej, po włączeniu tego terytorium do III Rzeszy.

### Poczta na Zaolziu 1938–1939

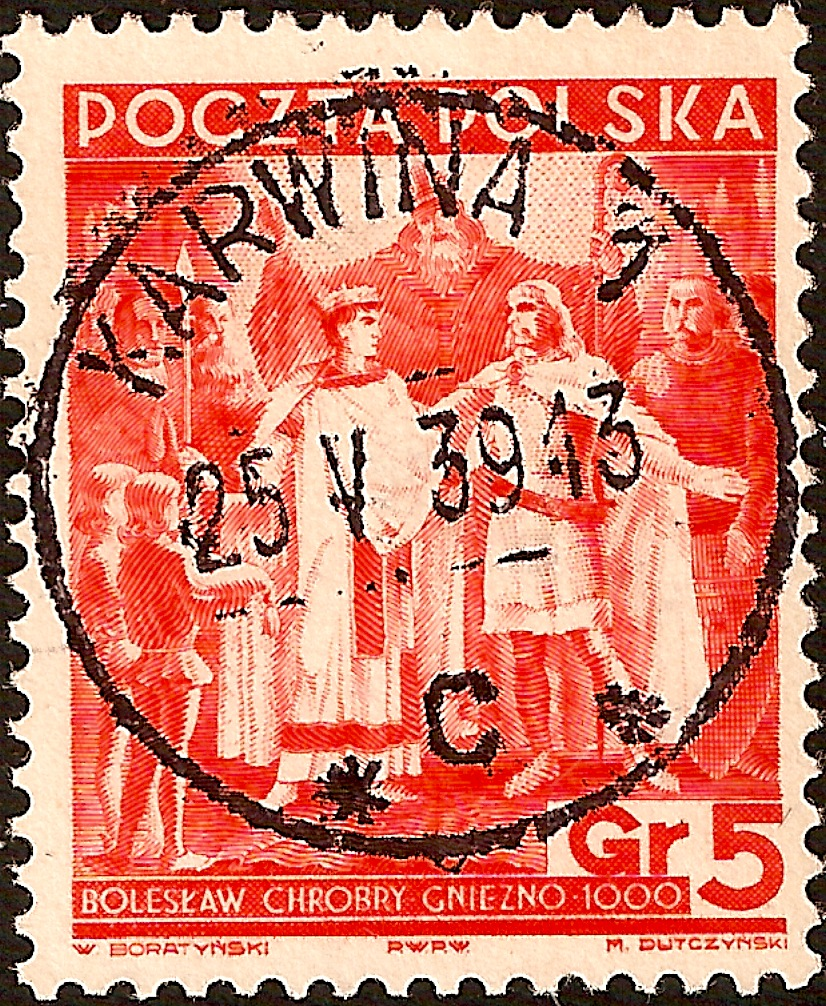
Znaczek ze stemplem Poczty Polskiej w Karwinie na Zaolziu, 1939

## II wojna światowa 1939–1945

### Wydania Rządu na Emigracji
Rząd RP na uchodźstwie w kwietniu 1941 uzgodnił z brytyjskim ministerstwem spraw zagranicznych kwestię prawnego uregulowania działalności poczty i emisji znaczków. W październiku 1941 prezydent Władysław Raczkiewicz przekazał Ministrowi Skarbu nadzór nad przedsiębiorstwem Polska Poczta Telegraf i Telefon. Zgodnie z postanowieniami Międzynarodowej Konwencji Pocztowej, rząd Polski miał prawo organizowania agencji pocztowych na statkach handlowych (przyjmujących pocztę na morzu) i okrętach wojennych (przyjmujących korespondencję w każdym porcie), które stanowiły suwerenną część terytorium Polski.
W latach 1941–1945 przeprowadzone zostały 4 emisje znaczków pocztowych:
- 15 grudnia 1941 – 8 znaczków w serii „Zniszczenia dokonane przez Niemców w Polsce” i „Wojsko polskie w Wielkiej Brytanii”,
- 1 listopada 1943 – 8 znaczków w serii „Polskie siły zbrojne w walce z Niemcami”,
- 27 czerwca 1944 – 2 znaczki w serii przedrukowej z okazji zdobycia Monte Cassino,
- 3 lutego 1945 – wydanie dobroczynne znaczka pocztowego z dopłatą na rzecz sierot po powstańcach Warszawy[3].

Znaczki te zostały wydane w walucie złotowej, jednak sprzedawane były w funtach brytyjskich według przelicznika 1 £ = 24 zł. Znaczkami tymi opłacano przesyłki pocztowe kierowane z polskich okrętów wojennych i statków marynarki handlowej do krajów imperium brytyjskiego, krajów koalicji i neutralnych (z wyjątkiem Szwecji). Wydane znaczki utraciły moc obiegową 11 lipca 1945, z uwagi na cofnięcie poparcia dla rządu polskiego na uchodźstwie przez rząd Stanów Zjednoczonych i Wielkiej Brytanii.

### Podziemna Poczta Polska
W latach 1942–1943 organizacje Polskiego Państwa Podziemnego wydawały własne znaczki pocztowe w ramach prowadzenia z okupantem wojny psychologicznej.
Organizacja Miecz i Pług w czerwcu 1942 wydała 9 znaczków, z których 5 stanowiło reprodukcje znaczków wydanych przez Rząd RP na uchodźstwie, a pozostałe przedstawiały konspiracyjną polską prasę, podziemną drukarnię, mapę Europy i Afryki z zaznaczonym państwem polskim i domniemanymi polskimi koloniami w Afryce. W lutym 1943 organizacja ta wydała serię 3 znaczków do opłaty przesyłki tajnego „Monitora Polskiego”, a w listopadzie 1943 – 5 znaczków przedstawiających F.D. Roosevelta, W. Churchilla, W. Raczkiewicza, K. Sosnkowskiego i W. Sikorskiego oraz 2 znaczki z rysunkiem sceny walki żołnierzy polskich.
Organizacja Polska Niepodległa w 1942 planowała wydać znaczek do opłacania przesyłki tajnego tygodnika „Jutro” z wizerunkiem walki polskiego i niemieckiego orła. Po przejęciu tej organizacji przez AK znaczek ten wydano w celach propagandowych. Większość nakładu (15000 szt.) została przejęta przez władze niemieckie.
W 1943 przez osoby prywatne wydany został spekulacyjnie blok 3 znaczków „Na dozbrojenie”.
W 1943 ruch oporu prowadził również walkę psychologiczną z władzami niemieckimi za pomocą znaczków Generalnego Gubernatorstwa z nadrukowanym polskim orłem. Znaczki te były naklejane na listy do instytucji niemieckich i do Polaków kolaborujących z władzami okupacyjnymi.

### Poczta w obozach jenieckich
W rezultacie kampanii wrześniowej w niewoli niemieckiej znalazło się ok. 19 tys. oficerów i 33 generałów, którzy zostali osadzeni w obozach jenieckich. W niektórych z tych obozów rozwinęła się spontanicznie praca kulturalno-oświatowa, a w czterech powołana została poczta wewnętrzna.
Oflag II C Woldenberg
W obozie prowadzona była szeroka działalność kulturalna i oświatowa, funkcjonował w nim także fundusz prowadzący zbiórkę pieniędzy na wdowy i sieroty po poległych żołnierzach. W kwietniu 1942 Fundusz Wdów i Sierot zorganizował świąteczną imprezę charytatywną, tzw. Pocztę Wielkanocną. Na potrzeby tej zbiórki przygotowano dwa rodzaje znaczków oraz kasownik. Poczta ta działała tylko przez 2 dni i okazała się wielkim sukcesem, wykazującym potrzebę stałego działania poczty na terenie obozu. 2 maja tego roku jeńcy powołali Komisję Pocztową, która zorganizowała tę działalność. Komisja stosowała własne znaczki i całostki, dysponowała również kasownikami oraz innymi stemplami pocztowymi. Znaczki drukowane były różnymi farbami, początkowo malarskimi na różnego rodzaju kawałkach papieru pochodzących ze zbiórki wewnątrz obozu, a później drukarskimi na papierze pochodzącym spoza obozu. Klisze wykonywano głównie metodą drzeworytniczą na drewnie gruszy. Początkowo znaczki drukowano ręcznie, a od czerwca 1942 na maszynie zbudowanej w obozie. Do kasowania znaczków stosowano pojedyncze i podwójne datowniki oraz różne stemple okolicznościowe. Poczta funkcjonowała do dnia ewakuacji obozu w 1945, wydając 55 wzorów znaczków i 5 bloków.
Oflag II D Gross-Born
Poczta w obozie powstała w 1943 na skutek informacji o funkcjonowaniu takiej instytucji w oflagu II C. Poczta ta wydawała własne znaczki, w sposób zbliżony do metod użytych w obozie w Woldenbergu. Część wydań była ząbkowana za pomocą kółka zębatego z mechanizmu zegarka. Nominały znaczków wynosiły od 5 do 100 fenigów. Pod koniec 1944, wobec zaprzestania wypłacania przez komendę obozu poborów w walucie niemieckiej, wykreowano własną walutę obozową (1 piast = 100 groszy). Waluta ta miała pokrycie w deponowanych w Banku Obozu papierosach, pochodzących z paczek Czerwonego Krzyża (1 paczka = 10 piastów). Stawki taryfy pocztowej wynosiły od 10 groszy (za druki) do 1 piasta (za paczkę). Dochody poczty odprowadzane były do Społecznego Funduszu Obozowego i przeznaczane na cele dobroczynne. Poczta obozowa używała datowników oraz stempli okolicznościowych. Poczta działała do dnia ewakuacji obozu i w okresie swojej działalności wydała 29 wzorów znaczków i 8 bloków.
Oflag II E Neubrandenburg
Pomysł organizacji poczty w tym obozie powstał w 1943, lecz został zrealizowany dopiero po przeniesieniu z terenu Brandenburgii w pobliże oflagu II D w Gross-Born w styczniu 1944. Dla obu obozów prowadzona była wspólna izba chorych, przez którą prowadzona była wymiana korespondencji między oboma oflagami. Poczta tego oflagu wydała w pierwszych 3 miesiącach działania 9 wzorów znaczków, które były kasowane jednym stemplem kołowym z napisem OFLAG IIE – NEUBRANDENBURG. Data dopisywana była ręcznie lub stemplowana datownikiem biurowym. Osobna poczta oflagu II E Neubrandenburg działała do czerwca 1944, kiedy została włączona do struktur poczty obozu II D.
Oflag VII A Murnau
Poczta w tym obozie powstała w 1942, podobnie jak w przypadku oflagu w Gross-Born, na skutek wiadomości napływających z obozu w Woldenbergu. Wszystkie znaczki wydane przez tę pocztę są autorstwa Tadeusza Kluźniaka. Znaczki były drukowane farbami malarską lub drukarską, rozrobionymi w oleju, na kawałkach różnego papieru i ząbkowane kółkiem od zegarka. Jako kasowników używano okrągłych datowników oraz stempli okolicznościowych i stempla polecenia. Poczta funkcjonowała formalnie do końca kwietnia 1945 i wydała 17 wzorów znaczków.
Poczta obozowa miała zastosowanie we wszystkich dziedzinach życia, szczególne zaś nasilenie korespondencji następowało w okresie świąt. Każdy z listów oznaczony był znaczkiem obozowej poczty, a część dochodów z tych znaczków przesyłana była poza rejon obozu – na rzecz wdów i sierot po poległych żołnierzach. Znaczki były projektowane i wykonywane przez osadzonych artystów i rzemieślników. Dystrybucją korespondencji zajmowali się sami jeńcy.

### Poczta w gettach
Getta dla ludności żydowskiej tworzone były przez Niemców zarówno na terenach polskich wcielonych do III Rzeszy, jak i na terenach Generalnego Gubernatorstwa. Władze niemieckie w zasadzie zezwalały na wysyłanie z gett listów, nawet do części krajów neutralnych, a także dopuszczały otrzymywanie listów, paczek i przekazów pieniężnych. Poczta niemiecka dostarczała przesyłki zbiorczo żydowskim samorządom i stąd również je odbierała. Taka organizacja wytworzyła konieczność budowy w gettach własnych służb pocztowych, których zadaniem było nie tylko zbieranie przesyłek z terenu getta oraz dystrybucja poczty przychodzącej do getta, ale także obsługa korespondencji wewnętrznej (lokalnej).
Przesyłki wychodzące poza getto były opłacane niemieckimi znaczkami pocztowymi (III Rzeszy lub Generalnego Gubernatorstwa) i stemplowane pieczątkami żydowskich władz samorządowych. Zakazane było stemplowanie listów pieczątkami poczt gett. Poczta wewnętrzna była początkowo opłacana znaczkami niemieckimi, jednakże obowiązek ten zniesiono i poczty w gettach zaczęły pobierać własne opłaty pocztowe. Władze niemieckie zabroniły stosowania przez te poczty własnych znaczków pocztowych. Własne znaczki wyprodukowała poczta getta łódzkiego, jednakże nie weszły one do obiegu. Do frankowania listów używano więc stempli, głównie datowników, z napisami na ogół w języku niemieckim, ale również polskim i jidysz, np.: „Postablage Stelle im jüdischen Wohnbezirk Warschau”, „Rada Starszych w Częstochowie Wydział Pocztowy”, „Abt. Post Judenrat der Gemeinde Falenica”, „Judenrat Post Vermittlungsstelle Opole”. Znane są również przesyłki niestemplowane.

### Poczta Polska w Niemczech
Po zakończeniu wojny w 1945 na terenie Niemiec znajdowało się kilka milionów Polaków, byłych robotników przymusowych, jeńców i więźniów obozów koncentracyjnych, którzy skupiali się w polskich osiedlach. W takich miejscach powstało na terenie Niemiec ponad 360 placówek pocztowych obsługujących prawie półtora tysiąca skupisk Polaków. Placówki te przy dostarczaniu przesyłek korzystały z transportu armii, poczt polowych i Czerwonego Krzyża. Listy przesyłane między polskimi osiedlami opłacane były gotówką lub znaczkami, pozostałe usługi doręczeniowe były bezpłatne. Na potrzeby Poczty Polskiej w Niemczech wydano dwa znaczki z rysunkiem warszawskiej Syreny oraz żaglowca. Nadto używane były znaczki przedrukowe na znaczkach niemieckich z portretem Adolfa Hitlera. Poszczególne placówki pocztowe wydawały także znaczki lokalne. Poczta Polska w Niemczech przestała działać z chwilą przejęcia jej zadań przez Allied Military Post, a następnie pocztę niemiecką.

### Poczta osiedli polskich we Włoszech
W lipcu 1945 na terenie Włoch utworzono osiedla dla przybywających tam z terenu Niemiec Polaków. W celu pozyskania środków Stowarzyszenie Pomocy Katolickiej Polaków sprzedawało nalepki do lokalnego ruchu pocztowego między osiedlami i w osiedlach. Znaczki zostały wydrukowane przez „I.P.S. Off Carte Valori Roma”. Placówki polskiej poczty polowej zostały zamknięte, a nalepki wycofane z obiegu, w październiku 1946.

## Polska Ludowa1944–1989

### Rzeczpospolita Polska1944–1952
28 lipca 1944 Polski Komitet Wyzwolenia Narodowego powołał do życia pierwszą na wyzwolonych terenach Polski Dyrekcję Okręgu Poczt i Telegrafów w Lublinie. 1 sierpnia 1944 ustalone zostały pierwsze taryfy dotyczące usług pocztowych oraz powołane zostały do życia placówki pocztowo-telekomunikacyjne. Niektóre z tych placówek z własnej inicjatywy zaczęły nanosić na znaczki i całostki Generalnego Gubernatorstwa polskie oznaczenia. We wrześniu 1944 polskie władze zakazały tego typu praktyk. Mimo to, z braku informacji o zakazie, do obiegu wprowadzono takie wydania w:
- Leżajsku (wydanie z 2 sierpnia 1944, po wyzwoleniu miasta przez oddziały AK, wycofane po przejęciu władzy przez resort poczty w Lublinie),
- Rudniku (7 sierpnia 1944, skonfiskowane po 5 tygodniach),
- Siedlcach (czerwiec 1944),
- Zamościu (5 sierpnia 1944).

Spekulacyjnie unarodowienia znaczków wykonane zostały w urzędach pocztowych w Brwinowie, Bystrzycy Kłodzkiej, Końskich, Wąwolnicy i Węgrowie. Unarodowione znaczki z innych urzędów pocztowych są wydaniami prywatnymi lub fantazyjnymi.
W latach 1944–1945 w zasadzie żadna placówka pocztowa nie dysponowała kasownikami. Używano na ogół przedwojennych pieczęci urzędowych z orłem w koronie, kasowników niemieckich, ręcznie wykonywanych stempli gumowych z nazwą urzędu i odręcznie dopisaną datą nadania przesyłki. W 1945 Dyrekcja Poczt i Telegrafów w Lublinie wprowadziła zunifikowane stemple koliste i zarządziła kasowanie znaczków przez przekreślenie i ręczne wpisanie daty, do czasu ich dostarczenia do placówek pocztowych. Mimo to jeszcze w 1946 znaczki kasowane były również stemplami prowizorycznymi.
Pierwszą serię znaczków pocztowych, o nominałach 25 i 50 gr, Dyrekcja Okręgu Poczt i Telegrafów w Lublinie zamówiła w moskiewskiej drukarni skarbowej Goznak. Oczekując na dostawę do Polski tego wydania na początku września 1944 wyemitowane zostało prowizoryczne wydanie 3 znaczków, wyprodukowane w lubelskiej drukarni Pietrzykowskiego w nakładzie po ok. 55 000 sztuk (tzw. seria Wodzowie). Seria ta obejmowała znaczki o nominałach 25 i 50 gr oraz 1 zł, z portretami R. Traugutta, T. Kościuszki i J.H. Dąbrowskiego. Wprowadzono je do obiegu 7 września 1944. Pochodzące z obiegu całości pocztowe frankowane tymi znaczkami posiadają wysoką wartość filatelistyczną i materialną.
13 września 1944 rozpoczęto wprowadzanie do obiegu znaczków wydrukowanych w ZSRR. Znaczki te przedstawiały orła piastowskiego z sarkofagu Bolesława Krzywoustego w Płocku oraz fragment pomnika Grunwaldzkiego w Krakowie. Nakład obu znaczków wynosił ponad 40 milionów sztuk, stąd służyły one w późniejszych latach jako podstawa emisji przedrukowych, wydanych m.in. z okazji pierwszej rocznicy KRN, przekształcenia PKWN w Rząd Tymczasowy RP oraz rocznicy wyzwolenia 10 polskich miast. Ostatnie przedrukowe wydanie tych znaczków (poczta lotnicza) wyszło z obiegu 5 listopada 1950 roku.
Ogółem poczta powojennej Rzeczypospolitej Polskiej wydała ponad 241 wzorów znaczków, w tym 4 bloki. W latach tych emisjami okolicznościowymi honorowano takie wydarzenia, jak organizowane w Polsce kongresy i zloty, miesiące przyjaźni polsko-radzieckiej, rozgrywki sportowe, rocznice Manifestu Lipcowego, a także:
- w roku 1945:
  - 151. rocznicę insurekcji kościuszkowskiej,
  - 535. rocznicę bitwy pod Grunwaldem,
  - 6. rocznicę walk o Westerplatte,
  - 115. rocznicę powstania listopadowego,
- w roku 1946:
  - 1. rocznicę wyzwolenia Warszawy,
  - 83. rocznicę powstania styczniowego,
  - udział Polaków w Wojnie Domowej w Hiszpanii,
  - 600-lecie Bydgoszczy,
  - 25. rocznicę III powstania śląskiego,
  - 1. rocznicę zwycięstwa nad faszyzmem,
  - 7. rocznicę obrony polskiej poczty w Gdańsku,
  - 50-lecie ruchu ludowego,
- w roku 1947:
  - otwarcie Sejmu Ustawodawczego,
- w roku 1948:
  - 100-lecie Wiosny Ludów,
  - 5. rocznicę powstania w getcie warszawskim,
  - Wystawę Ziem Odzyskanych we Wrocławiu,
- w roku 1950:
  - 25. rocznicę śmierci Juliana Marchlewskiego,
  - 60-lecie Święta 1 Maja,
  - 25. rocznicę stracenia Wł. Hibnera, Wł. Kniewskiego i H. Rutkowskiego,
  - 100. rocznicę śmierci generała Józefa Bema,
  - 80. rocznicę Komuny Paryskiej,
- w roku 1951:
  - 25. rocznicę śmierci Feliksa Dzierżyńskiego,
  - festiwal muzyki polskiej,
- w roku 1952 (do 21 lipca):
  - 5. rocznicę śmierci generała Karola Świerczewskiego,
  - 60. rocznicę urodzin Bolesława Bieruta,
  - 140. rocznicę urodzin Józefa Ignacego Kraszewskiego,
  - 110. rocznicę urodzin Marii Konopnickiej,
  - 140. rocznicę urodzin Hugona Kołłątaja,
  - 500. rocznicę urodzin Leonardo da Vinci,
  - 100. rocznicę urodzin Nikołaja Gogola.

Tematyką znaczków obiegowych i innych wydań w pierwszych latach Polski Ludowej były m.in.: zabytki, zniszczenia wojenne Warszawy (tzw. seria „Warszawa oskarża”), obóz śmierci w Majdanku, święto morza, Komisja Edukacji Narodowej, przedstawiciele polskiej kultury, przedstawiciele świata pracy, wyścigi kolarskie i walka z gruźlicą. Na początku lat 50. XX w. znaczki zaczęły być dziełami realizmu socjalistycznego, nosząc funkcje propagandowe. Ich tematyką zaczęły być budowle socjalizmu (Nowa Huta, cementownia w Wierzbicy), gałęzie gospodarki (górnictwo, budownictwo i elektryfikacja), rozwój państwa (Plan sześcioletni) itp.
15 kwietnia i 16 grudnia 1950 zostały wprowadzone do obiegu znaczki pocztowe do uiszczenia specjalnej opłaty na odbudowę Warszawy, która obowiązywała w krajowym obrocie pocztowym. Sprzedaż całego nakładu tych znaczków pozwoliłaby pozyskać na ten cel kwotę prawie 1 miliarda ówczesnych złotych.
Od roku 1951 poczta w pierwszym dniu obiegu znaczka pocztowego zaczęła również wydawać kopertę pierwszego dnia obiegu.
Nakłady znaczków w pierwszych latach Polski Ludowej rosły, osiągając przeciętnie od kilkuset tysięcy do kilku milionów sztuk. Wydaniami masowymi były wydawane w latach 1948–1952 znaczki obiegowe z podobizną Bolesława Bieruta, które osiągnęła łączny nakład prawie 1,5 miliarda sztuk.
28 października 1950 w związku z denominacją zapasy wszystkich znaczków znajdujących się w obiegu były przedrukowywane prowizorycznymi stemplami z napisem „Groszy”, według relacji 1 stary złoty = 1 nowy grosz.

### Polska Rzeczpospolita Ludowa1952–1989
22 lipca 1952 w Polsce zaczęła obowiązywać konstytucja lipcowa, a nazwę państwa zmieniono na Polska Rzeczpospolita Ludowa.
W latach 50. XX w. Poczta Polska honorowała emisjami okolicznościowymi znaczków:
- uchwalenie konstytucji PRL,
- budowle socjalizmu,
- osiągnięcia planu sześcioletniego,
- rocznice rewolucji październikowej,
- Międzynarodowy Dzień Kobiet,
- Święto 1 Maja,
- Narodowe Święto Odrodzenia Polski,
- Wyścig Pokoju,
- rocznice powstania PRL,
- rocznice powstania Ludowego Wojska Polskiego,
- miesiąc przyjaźni polsko-radzieckiej,
- mistrzostwa sportowe i igrzyska olimpijskie.

Tematami znaczków zaczęły być w tym okresie również zwierzęta, kwiaty, grzyby, malarstwo i etnografia. Począwszy od lat 60. XX w., funkcja ideologiczna znaczków pocztowych zaczęła tracić na znaczeniu. Przeważającymi motywami zaczęły być: sport, fauna i flora, astronautyka, kultura i sztuka, motywy ludowe, pomniki, kongresy, wystawy filatelistyczne, wielcy Polacy, turystyka etc. Honorowanymi cyklicznie wydawanymi seriami znaczków były takie wydarzenia jak: wyzwolenie Warszawy, rocznica zakończenia II wojny światowej, rocznice rewolucji październikowej, powstania PRL, powstania Ludowego Wojska Polskiego, Milicji Obywatelskiej i Służby Bezpieczeństwa oraz podpisania układu o przyjaźni i współpracy polsko-radzieckiej, a także zjazdy Polskiej Zjednoczonej Partii Robotniczej i rocznice urodzin Włodzimierza Lenina, a od 1979 również wizyty papieża Jana Pawła II w Polsce.
W latach 1952–1989 Poczta Polska wydała w sumie ponad 2500 wzorów znaczków pocztowych (ok. 67 rocznie) oraz 88 bloków (ponad 2 na rok). Nakłady znaczków były wielomilionowe, pozostawały one również w obiegu do wyczerpania nakładu. Wartość filatelistyczna walorów pocztowych wydanych w tych latach nie jest wysoka. Wyjątkami w tym okresie były jedynie:
- wydana w listopadzie 1952 w nakładzie 50 000 sztuk seria nieząbkowanych znaczków z okazji 35. rocznicy rewolucji październikowej,
- wydany w maju 1954 w nakładzie 76 562 sztuk blok z okazji III Zjazdu Polskiego Związku Filatelistów,
- wydany w sierpniu 1955 w nakładzie 73 500 sztuk blok z okazji Międzynarodowej Wystawy Filatelistycznej w Warszawie,
- wydany w lutym 1957 w nakładzie 85 300 sztuk blok z serii „Organizacja Narodów Zjednoczonych”,
- wydany w marcu 1957 w nakładzie 38 400 sztuk arkusik z okazji VII Ogólnopolskiej Wystawy Filatelistycznej w Warszawie,
- wydane w marcu 1960 z okazji 100-lecia polskiego znaczka pocztowego 8501 kompletów arkusików,
- wydane w lutym 1962 w nakładzie ok. 25 000 sztuk arkusze z serii „Narciarskie Mistrzostwa Świata w Zakopanem”,
- wydany w czerwcu 1963 w nakładzie 65 000 sztuk blok „XXVIII Mistrzostwa Świata w Szermierce w Gdańsku”,
- wydany w listopadzie 1963 w nakładzie 54 000 sztuk blok z serii „Zdobywanie kosmosu”,
- wydany w styczniu 1964 w nakładzie 70 000 sztuk blok z okazji IX Zimowych Igrzysk Olimpijskich w Innsbrucku,
- wydany w sierpniu 1964 w nakładzie 80 000 sztuk blok z okazji XVIII Igrzysk Olimpijskich w Tokio,
- wydany w czerwcu 1987 w nakładzie 100 000 sztuk blok z serii „Zamek Królewski w Warszawie. Spotkanie papieża Jana Pawła II z generałem Wojciechem Jaruzelskim”.

### Polska poczta podziemna

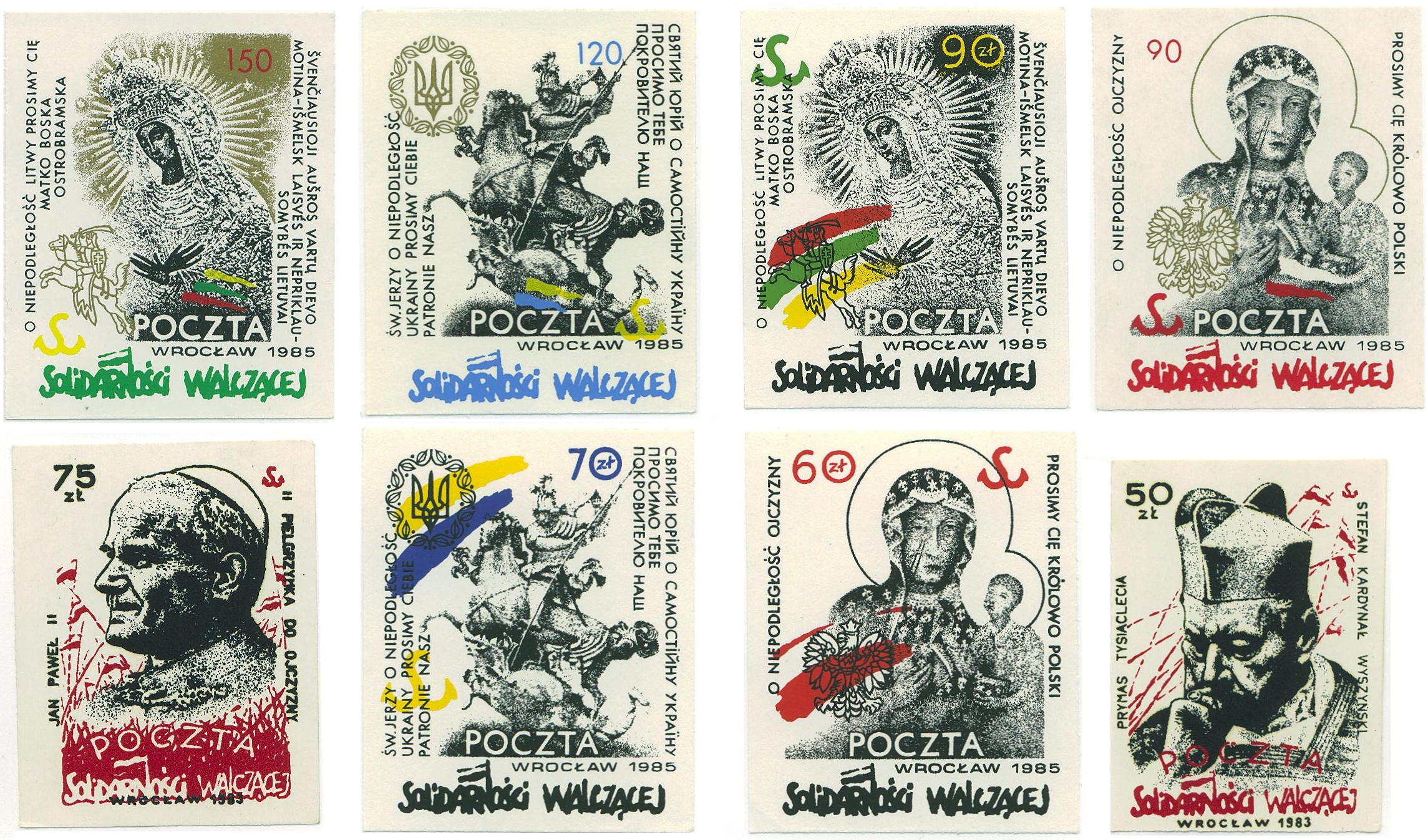
Znaczki Polski Walczącej

Niedługo po ogłoszeniu w Polsce w 1981 stanu wojennego internowani działacze „Solidarności” zaczęli wydawać znaczki pocztowe. Znaczki poczty podziemnej nie służyły do opłacania przesyłek pocztowych; pełniły one funkcje propagandowe. Szacuje się, że w latach 1981–1989 wyemitowano w drugim obiegu ponad 35000 wzorów znaczków, tj. więcej niż Poczta Polska przez cały okres PRL.
Pierwsze znaczki poczty podziemnej były tworzone w obozach internowania, w bardzo małym nakładzie. W późniejszym okresie produkowały je drukarnie działające przy wydawnictwach podziemnych. Dochód ze sprzedaży znaczków przeznaczony był na utrzymanie podziemnych struktur NSZZ „Solidarność”.

## III Rzeczpospolitapo 1989
Po odzyskaniu przez Polskę niezależności w 1989 i wprowadzeniu gospodarki rynkowej transformacji uległ również rynek pocztowy i rynek filatelistyczny. W 1991 rozdzielona została działalność pocztowa i telekomunikacyjna państwowej jednostki organizacyjnej Polska Poczta, Telegraf i Telefon. Rozpoczął się również proces likwidacji monopolu Poczty Polskiej na rynku usług pocztowych, w pierwszym okresie w zakresie dostarczania paczek (na rzecz operatorów spedycyjnych), a później również listów. 11 maja 2010 w Polsce działało już 235 operatorów usług pocztowych.
W 1990 zachodzące w kraju zmiany polityczne znalazły również odzwierciedlenie na znaczkach pocztowych. Od roku 1990 ukazywały się znaczki poruszające tematykę objętą w okresie PRL cenzurą lub ignorowaną w oficjalnym życiu publicznym:
- Poznański Czerwiec '56,
- zbrodnię katyńską,
- NSZZ „Solidarność”,
- otrzymanie przez Lecha Wałęsę Pokojowej Nagrody Nobla,
- Konstytucję 3 maja,
- Armię Krajową.

W roku 1990 Poczta Polska wydała pierwszą w Polsce serię znaczków bez określonego nominału, w których wartość oznaczano literami „A” i „B”, co pozwalało znaczkom pozostawać w obiegu niezależnie od zmiany taryfy pocztowej. Na początku lat 90. XX w. Poczta Polska zaczęła również cyklicznie emitować okolicznościowe serie znaczków z okazji walentynek, Bożego Narodzenia i Wielkanocy.
9 kwietnia 1991 Poczta Polska wydała pierwszą w historii serię znaczków wspólnie z pocztą innego kraju. Było to wydanie wspólne z pocztą niemiecką znaczka z okazji 750. rocznicy bitwy pod Legnicą. Kolejne tego rodzaju emisje miały miejsce:
- 10 grudnia 1992 – wydanie wspólne z Zakonem Maltańskim w związku z zawarciem umowy pocztowej,
- 18 kwietnia 1993 – wydanie wspólne z pocztą Izraela z okazji 50. rocznicy powstania w getcie warszawskim,
- 14 października 1993 – wydanie wspólne z pocztą Niemiec z okazji 750. rocznicy śmierci św. Jadwigi,
- 14 marca 1994 – wydanie wspólne z pocztą Węgier z okazji 200. rocznicy urodzin Józefa Bema,
- w kwietniu 1997 – wydanie wspólne z pocztami Czech, Niemiec i Węgier z okazji 1000. rocznicy śmierci św. Wojciecha,
- 28 września 1998 – wydanie wspólne z pocztą Belgii przedstawiające pałac Mniszchów – siedzibę ambasady Belgii w Warszawie,
- 3 października 1998 – wydanie wspólne z pocztą Szwecji o temacie „Zygmunt III Waza”,
- 22 września 1999 – wydanie wspólne z pocztą Ukrainy dotyczące współpracy przygranicznej w dziedzinie ochrony środowiska,
- 17 października 1999 – wydanie wspólne z pocztą Francji, z okazji 150. rocznicy śmierci Fryderyka Chopina,
- 9 maja 2000 – wydanie wspólne z pocztą Watykanu z okazji 80. rocznicy urodzin papieża Jana Pawła II,
- 3 lipca 2002 – wydanie wspólne z pocztą Chile z okazji 200. rocznicy urodzin Ignacego Domeyki,
- 20 marca 2003 – wydanie wspólne z pocztą Watykanu z okazji 25. rocznicy pontyfikatu papieża Jana Pawła II,
- 2 czerwca 2004 – wydanie wspólne z pocztą Watykanu o temacie „8 wizyt duszpasterskich ojca świętego papieża Jana Pawła II w Polsce,
- 3 września 2004 – wydanie wspólne z pocztą Słowacji o temacie „Flisacy na Dunajcu”.
- 20 czerwca 2006 – wydanie wspólne z pocztą Chin o temacie „Przedmioty ze srebra i złota”.
- 22 kwietnia 2009 – wydanie wspólne z pocztą Izraela o temacie „Rok Polski w Izraelu”.

Począwszy od 15 sierpnia 1993 zmianie uległa perforacja znaczków emitowanych przez Pocztę Polską. Większość znaczków od tego czasu posiada owalne wcięcia o szerokości 3 otworów perforacyjnych.
W okresie od 1996 do 2007 Poczta Polska wydała 35 zeszycików znaczkowych, wobec 5 wydanych w latach 1937–1938 i 2 wydanych w roku 1975. Oprócz wydań ogólnopolskich własne zeszyciki wydały Dyrekcje Okręgowe Poczty w: Krakowie (7), Łodzi (4), Katowicach (3), Wrocławiu (2), Poznaniu (2), Szczecinie (2) i Gdańsku (2).
W 1996 Poczta Polska wprowadziła automaty do sprzedaży znaków opłaty w formie etykiet samoprzylepnych. Od 1998 etykiety drukowane są na papierze z poddrukiem „Poczta Polska” i znakiem graficznym Poczty (trąbka z błyskawicą). Na etykietach drukowane są: miejscowość i numer urzędu pocztowego, tekst „Polska”, data, cena i wyróżnik.
Korzystnej, z punktu widzenia filatelistyki, zmianie uległa też w III Rzeczypospolitej polityka emisyjna znaczków. Masowe, wielomilionowe emisje znaczków okolicznościowych i bloków z lat 1950–1990 zostały istotnie ograniczone. W 1997 nakład znaczków okolicznościowych spadł do poziomu 700–800 tysięcy sztuk, a bloków 600–700 tysięcy. W roku 2009 nakłady znaczków okolicznościowych spadły do poziomu 400–600 tysięcy, a bloków 300–400 tysięcy sztuk. Dla porównania w roku 1970 nakład znaczków okolicznościowych wynosił ok. 6 milionów, a bloków ok. 900 tysięcy. Zmiany te nastąpiły mimo istotnego wzrostu liczby przesyłek pocztowych wprowadzanych do obiegu.
| Rok                             | 1960  | 1970    | 1980    | 1990  | 1995    | 2000    | 2005    | 2008    |
| ------------------------------- | ----- | ------- | ------- | ----- | ------- | ------- | ------- | ------- |
| Liczba listów zwykłych (w tys.) | 893,3 | 1 501,5 | 1 297,3 | 719,7 | 1 255,8 | 2 332,0 | 1 758,6 | 1 605,7 |

## Systematyka
Przedstawiona powyżej systematyka znaczków pocztowych na ziemiach polskich została stworzona na potrzeby Wikipedii. Według numeracji stosowanej przez katalogi polskich znaczków pocztowych (Fischer, Michel, Scott, Katalog Specjalizowany etc.), po znaczku nr 1 wydanym w 1860 w Królestwie Polskim następują prowizoryczne wydania lokalne dla okupowanych obszarów byłego zaboru rosyjskiego, wydania dla Galicji, wydania prowizoryczne na terytorium objęte powstaniem wielkopolskim i wydania ministerialne. Począwszy od 1920, numeracja jest chronologiczna i obejmuje znaczki definitywne stosowane w Polsce do roku 1939, wydanie Rządu Polskiego na Emigracji i, począwszy od serii „wodzowie”, wszystkie definitywne wydania znaczków na terytorium Polski po 1944. Pozostałe znaczki polskie są opisywane w osobnych katalogach specjalistycznych lub pomijane. Według katalogu Michel znaczki Generalnego Gubernatorstwa, Wolnego Miasta Gdańska, a także znaczki plebiscytowe ujmowane są w katalogu znaczków niemieckich. Polskie wydawnictwa uwzględniają te wydania w specjalistycznych katalogach znaczków polskich.